# Cathédrale Saint-Pons de Saint-Pons-de-Thomières
La cathédrale Saint-Pons-de-Cimiez ou abbaye Saint-Pons-de-Thomières, ou Abbatia Sancti Pontii - Abbatia Thomeriarum, est une ancienne abbaye et cathédrale catholique romaine, située à Saint-Pons-de-Thomières, dans le département français de l'Hérault et la région Occitanie.
L'abbaye a été fondée en 936 par le comte de Toulouse, Raymond III Pons et son épouse Garsinde. Elle était le siège de l'évêché de Saint-Pons de Thomières, créé en 1318 par détachement du diocèse de Narbonne et supprimé à la Révolution pour être intégré au diocèse de Montpellier (devenu par la suite archidiocèse).

## Historique
L'abbaye bénédictine de Saint-Pons est fondée en 936 par le comte de Toulouse, Raymond III Pons, marquis de Gothie, et son épouse Garsinde. Raymond Pons de Toulouse fonda dans une de ses possessions dans le Narbonnais après avoir souscrit à la fondation de l'abbaye de Chanteuges, en Auvergne. Sa dévotion à saint Pons, mayrtyr de Nice, l'avait amené à ajouter son nom à celui de Raimond. Il a donc choisi de fonder un monastère dédié à saint Pons. Il a demandé à Arnould ou Arnulphe, abbé de Saint-Géraud d'Aurillac, de lui envoyer des religieux pour y établir la règle de saint Benoît. Il lui a envoyé un de ses disciples, Otger ou Otgarius, comme premier abbé qui a été béni par plusieurs évêques de la province. La charte de fondation est datée de novembre 936. Après la construction de l'église, Raymond Pons a demandé à Aimery, archevêque de Narbonne, et les évêques de Carcassonne, de Béziers et de Lodève d'en faire la dédicace, ce qui est fait le 15 août 937. L'abbé Robert de l'abbaye Saint-Pierre-Saint-Paul de Caunes-Minervois assiste à la dédicace,. 
Peu de temps après la fondation de l'abbaye, il a fait venir de Nice des reliques de Pons de Cimiez, martyrisé à Cimiez en Provence sous le règne de Valérien, en 257. Cette translation des reliques est célébrée dans l'abbaye le 15 juin. Dans la charte rédigée en 937, il place l'abbaye sous la protection du pape Léon et de ses successeurs. Plusieurs autres reliques sont conservées dans l'abbaye. L'abbaye de Saint-Pons a été placée, en 939, sous la protection du roi de Francie occidentale, Louis d'Outremer. Le comte Raimond Pons, décédé vers 950, a été inhumé dans l'abbaye. L'abbaye Saint-Pons a reçu de nombreuses donations du comte Raimond Pons, de son épouse Garsinde, de l'archevêque de Narbonne, Aimery ou du comte Bernat de Besalú, un cousin de l'abbé Frotard, qui lui inféode l'abbaye de Saint-Martin-Lys en 1070. Ces donations vont encore s'accroître pendant l'abbatiat de Frotard qui va constituer une grande seigneurie au nord de la vicomté de Minerve jusqu'à sa mort en 1099.
Ramire, le futur Ramire II d'Aragon, y fut moine en 1093 avant d'être rappelé en Aragon en 1117, puis d'être choisi comme roi d'Aragon en 1134.
L'abbatiale romane remonte à la fin du XIIe siècle lors de la reconstruction de l’abbaye pillée et en partie ruinée par le vicomte de Béziers Roger II Trencavel en 1170, puis fortifiée au XIIIe siècle. Seul le côté nord conserve aujourd'hui les vestiges de cette époque : deux tours crénelées sur les quatre tours d’angle de l’enceinte avec une rangée de meurtrières courant au-dessus des fenêtres.
L'abbaye est érigée en évêché par une bulle du pape Jean XXII le 18 février 1317, consacrée tout comme l’abbatiale et la ville à saint Pons de Cimiez. L’abbatiale devient donc cathédrale, le père abbé Pierre Roger le premier évêque et les moines constituent le chapitre cathédral.
À la fin du XVe siècle, un chœur de style gothique est mis en chantier pour remplacer le chœur roman, mais les travaux ne seront jamais terminés à cause de la destruction du cloître et de la cathédrale par les huguenots en 1567. 
En 1610, les moines supplient le roi pour qu'il transforme leur abbaye en collège de chanoines réguliers, invoquant le délabrement des bâtiments claustraux depuis les pillages au cours des guerres de religion. Les bâtiments conventuels, le dortoir des moines, cloître étaient rasés à cette époque, ce qui obligeait les religieux à dormir en ville, contrairement au respect de la règle et au zèle religieux. Leur cas n'est pas isolé, leur abbé précise dans sa requête qu'il en est de même à Carcassonne, Narbonne, Montpellier et autres lieux. L'abbaye est sécularisée en 1612.

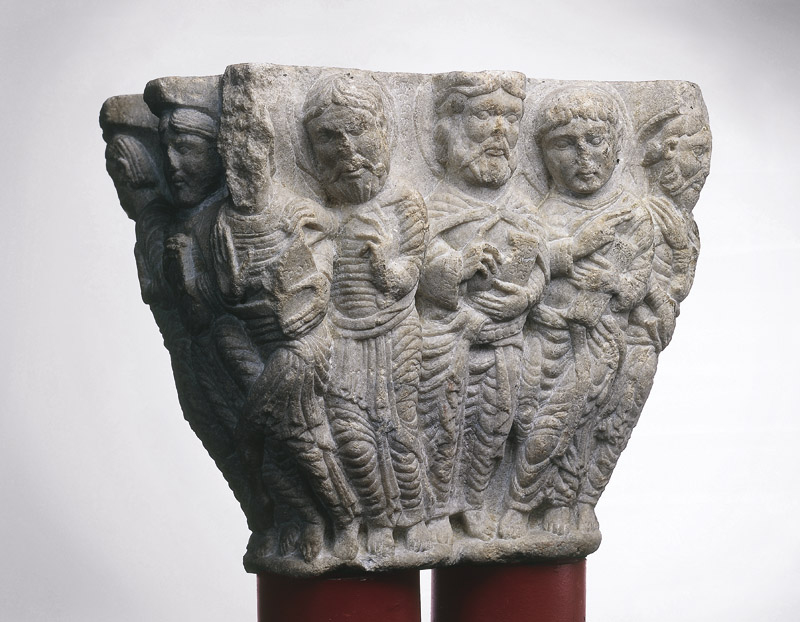
Les douze Apôtres, chapiteau de l'ancienne abbaye conservé au musée des Augustins de Toulouse.
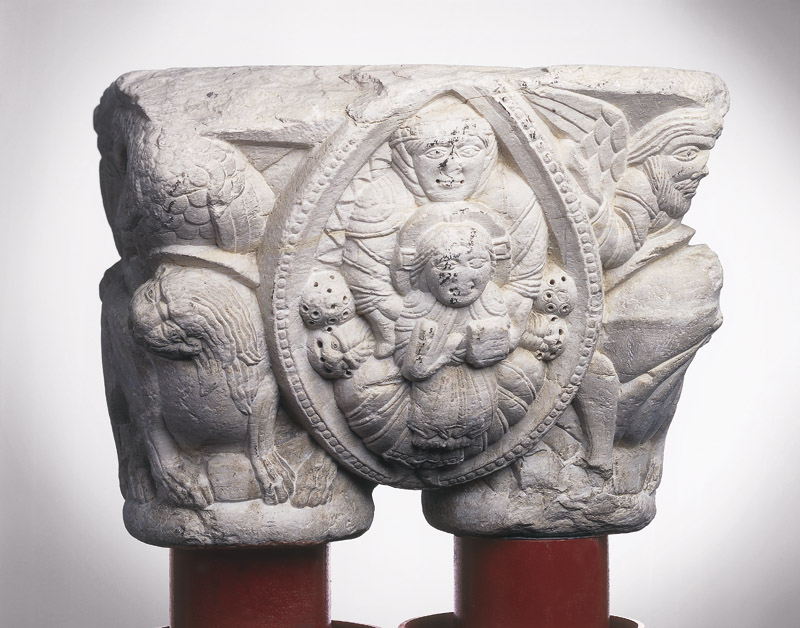
Vierge à l'Enfant. Crucifixiion, chapiteau de l'ancienne abbaye conservé au musée des Augustins de Toulouse.

Restée en partie ruinée pendant plus de 150 ans à cause des guerres de religion, l’intégrité de la cathédrale n’est rétablie qu’au XVIIIe siècle et c'est en 1711 que l’actuelle façade néoclassique est érigée à l'emplacement du chœur détruit et donc l'orientation traditionnelle de la nef, avec chœur à l’est, inversée. À l’opposé, donc à l’ouest, on obture le triple portail d'entrée primitif, et un nouveau chœur est créé. Ce chœur est enrichi en 1768 d’un luxueux décor en marbre de Caunes-Minervois et d’Italie, puis clos en 1771 par de magnifiques grilles en fer forgé et doré et enfin pourvu de l’orgue exceptionnellement parvenu jusqu’à notre époque quasiment dans son état d’origine.
À la Révolution, la cathédrale est déclassée en simple église paroissiale. Après la révolution, la cathédrale a été utilisée comme église paroissiale à la place de l'ancienne église paroissiale Saint-Martin-du-Jaur où le culte a cessé en 1789. 
La cathédrale fait l’objet d’un classement au titre des monuments historiques par la liste de 1840.

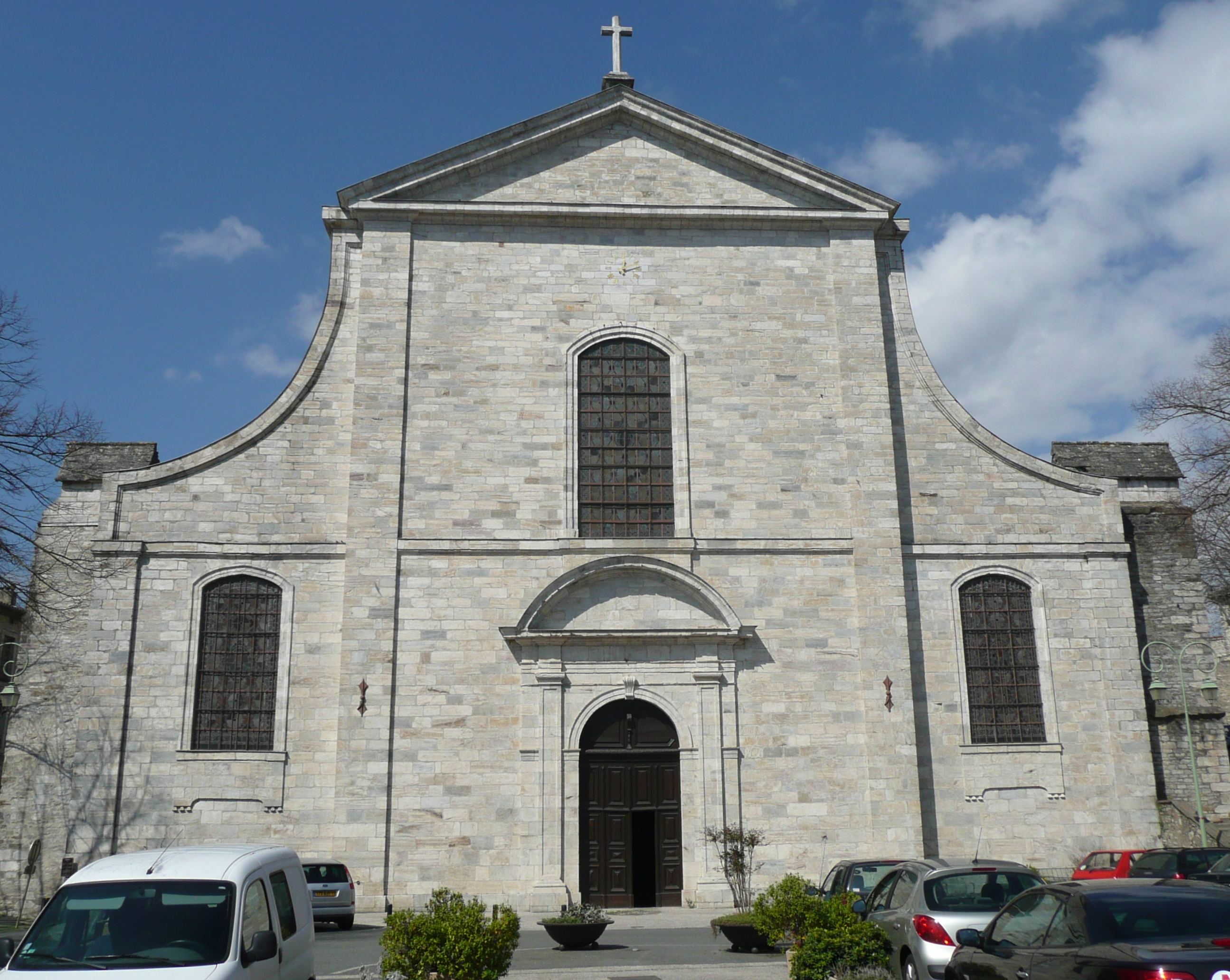
Façade est classique bâtie à la place du chœur détruit.
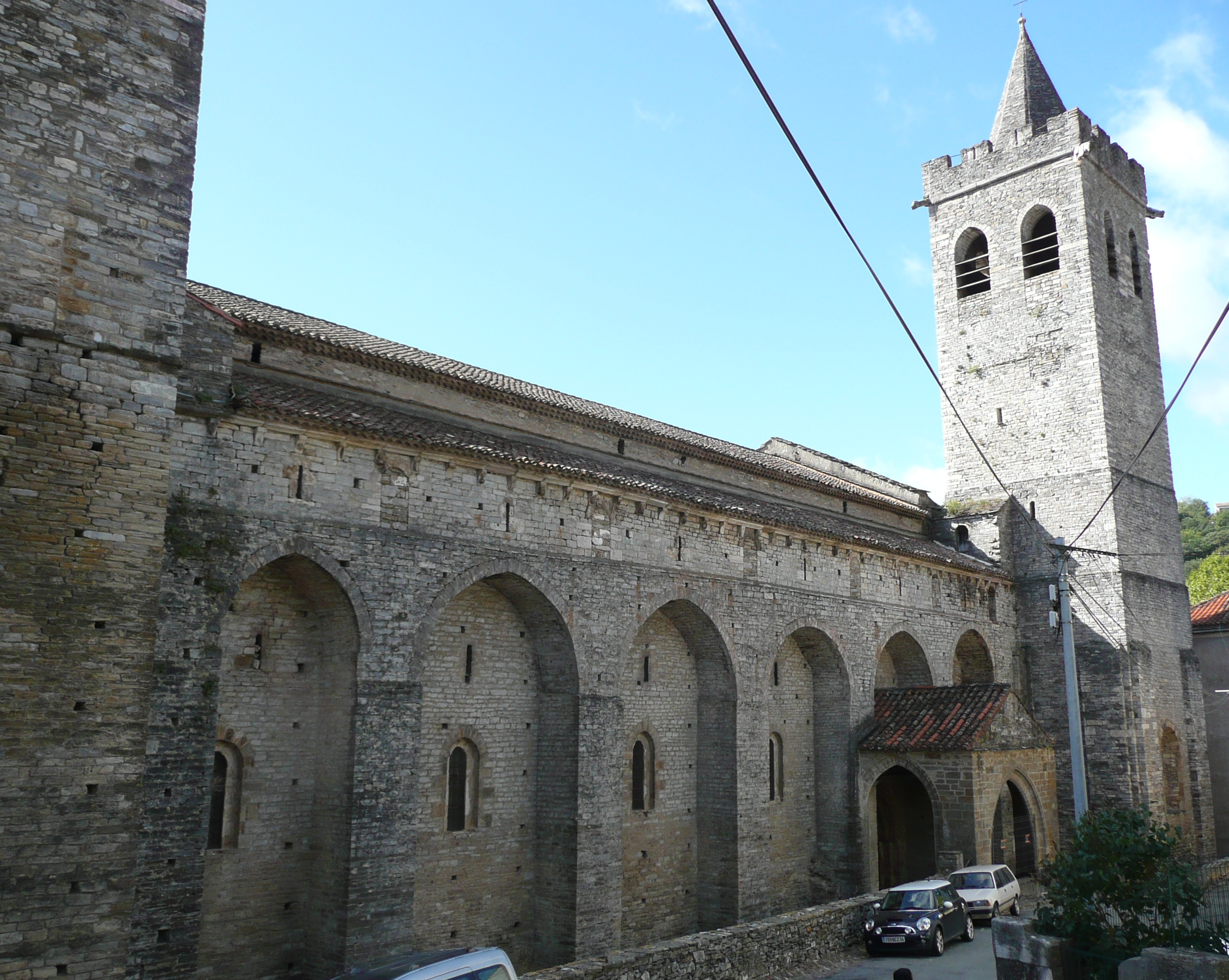
Façade nord avec les deux tours et le portail couvert.
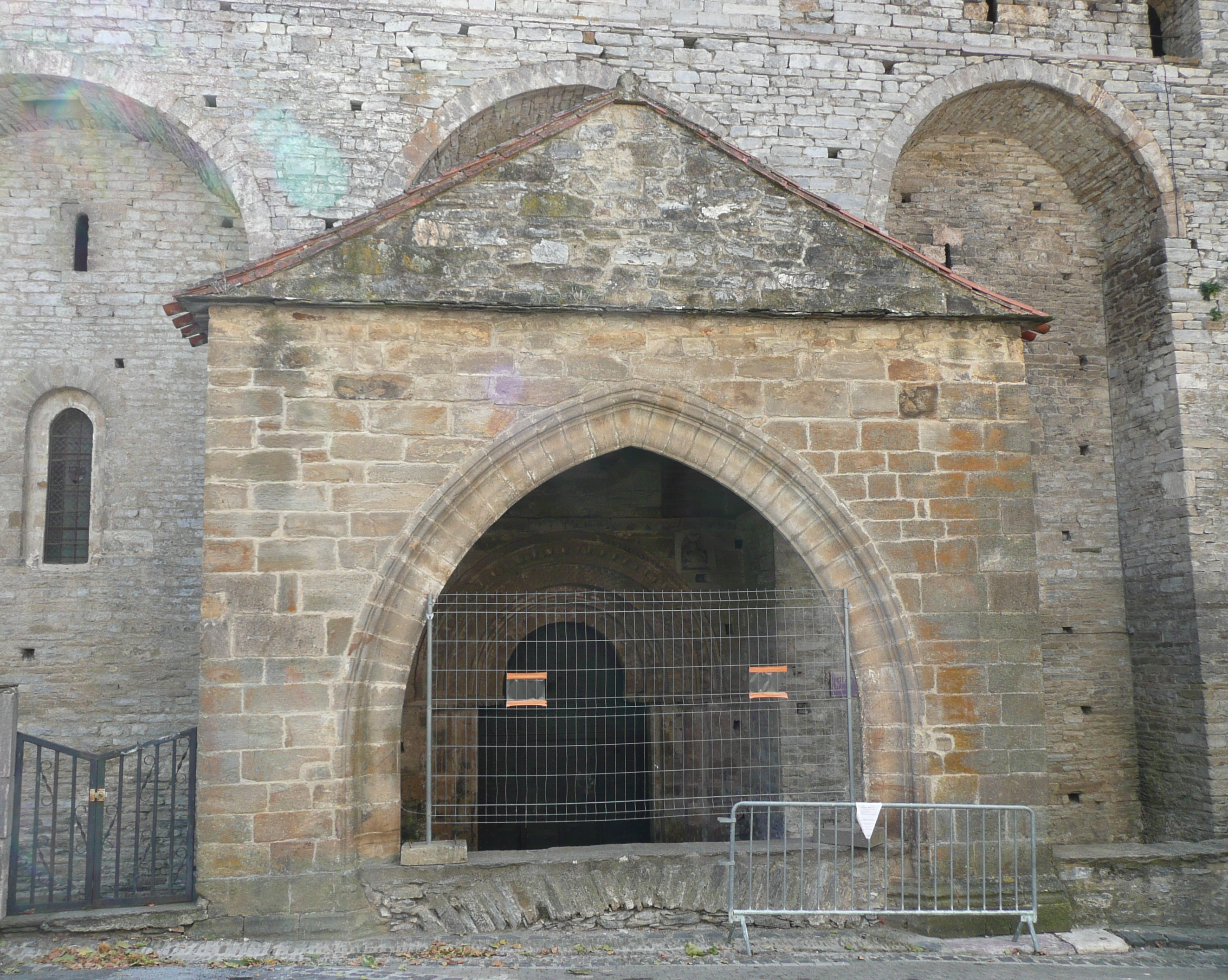
La Porte des Morts et son couvert.
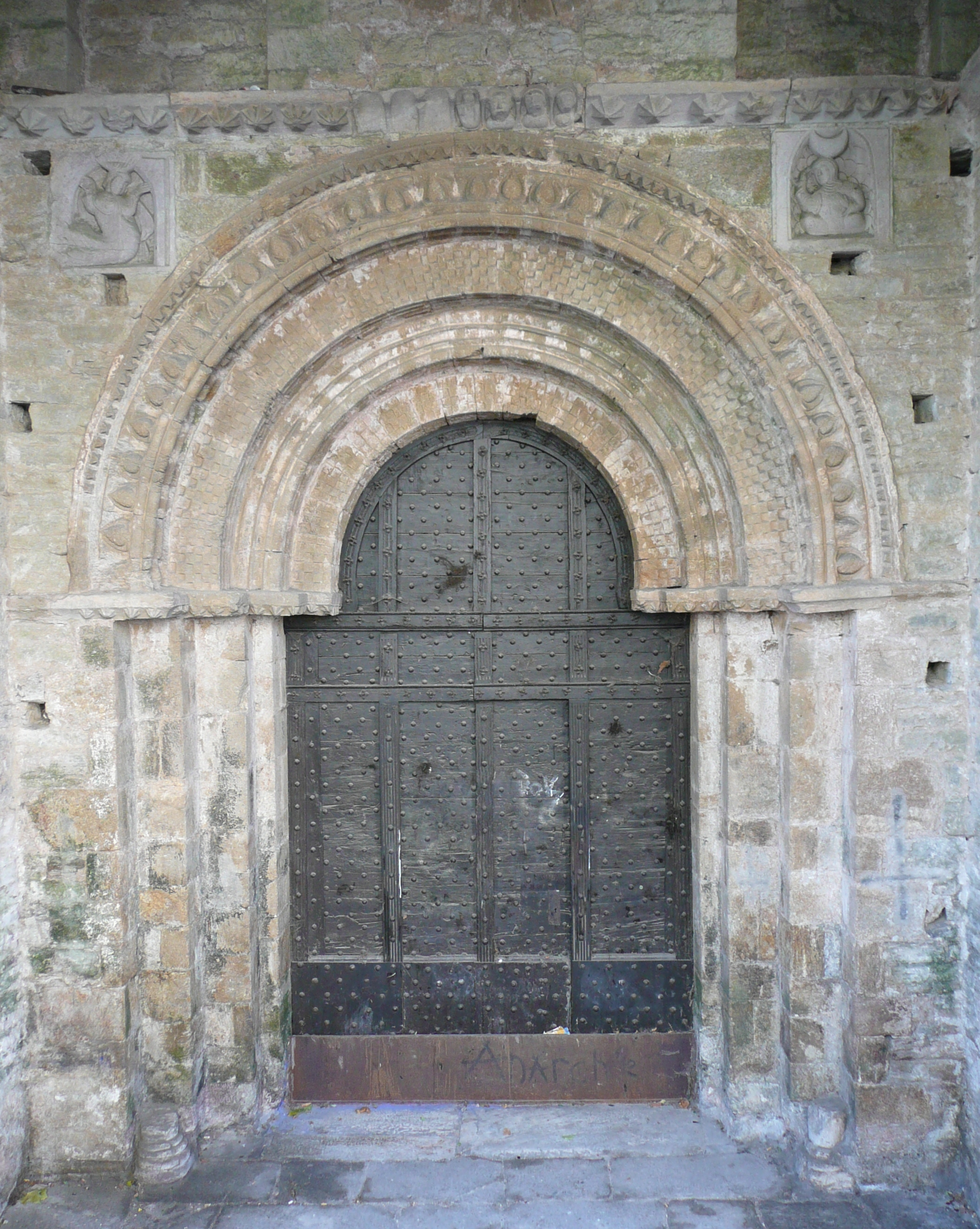
Fronton de la Porte des Morts flanqué des deux bas-reliefs.
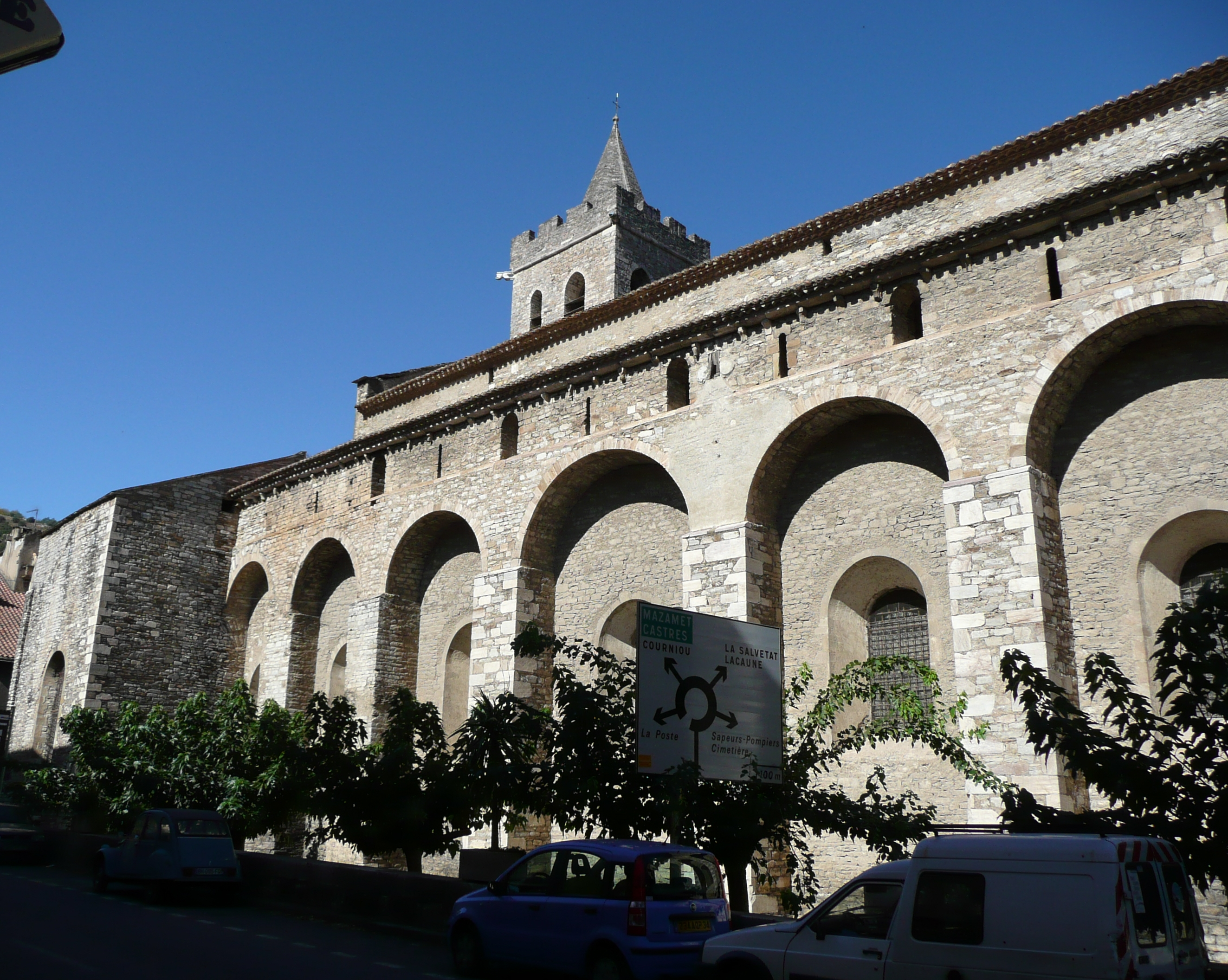
Façade sud avec au fond le débordement de la sacristie.
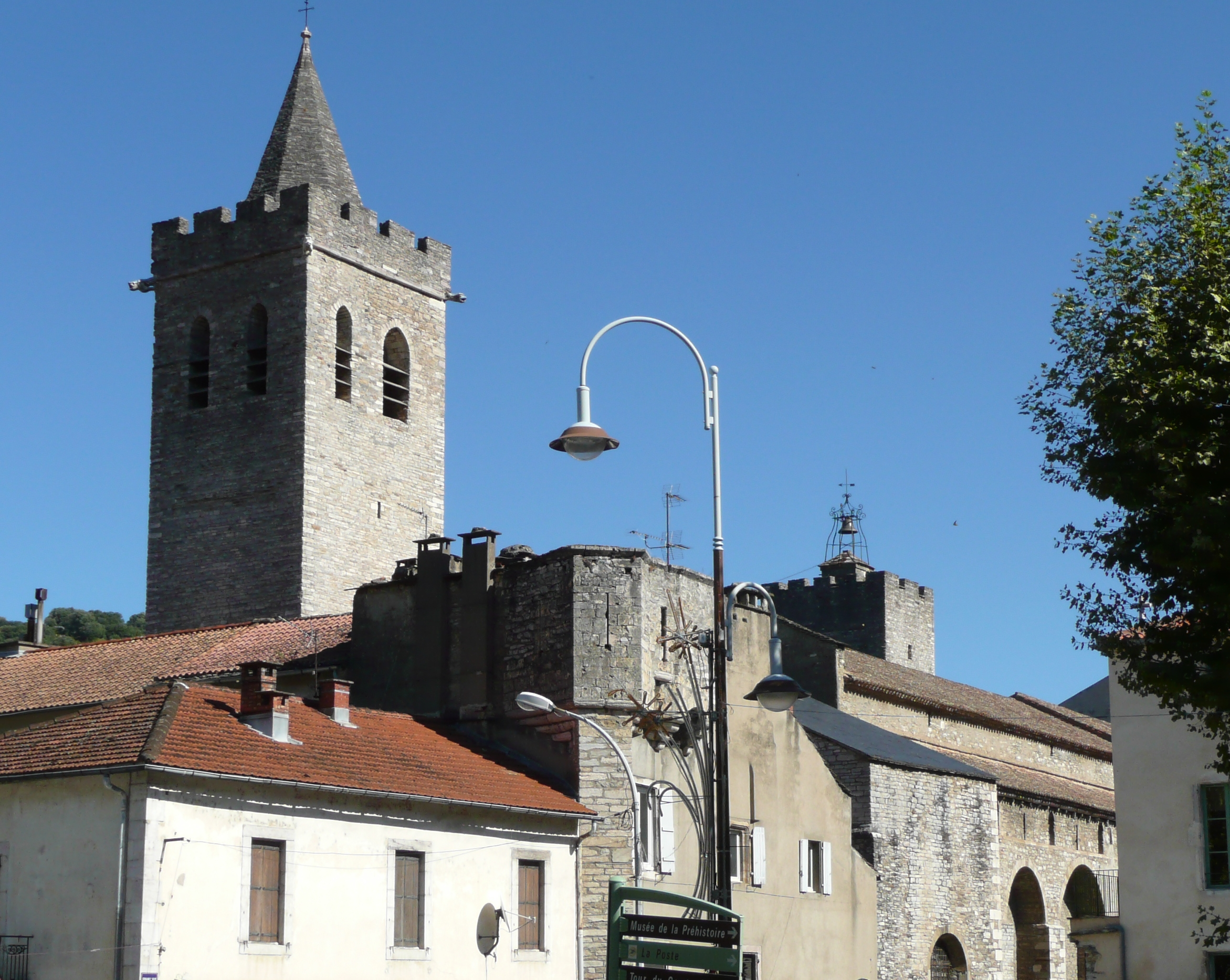
Les deux tours-clochers vues depuis le sud.

## Architecture
Construite comme une forteresse avec des murs de 2,45 mètres, la nef romane est flanquée de chapelles gothiques.
La façade Est, par laquelle on pénètre aujourd’hui dans l’église, a été reconstruite dans le style classique en 1711 à la place du chœur gothique du XVIe siècle.
La façade Ouest, dans laquelle était autrefois percée l’entrée principale, est remarquable pour les bas-reliefs sculptés de ses deux tympans, malheureusement peu visibles : à gauche, la Cène avec le Lavement des pieds et au-dessus l'Ascension; à droite, la Crucifixion : à côté du Christ, on distingue la Vierge et saint Jean ; la représentation du supplice des deux larrons est singulière, leurs bras tordus étant engagés dans des trous percés sur la traverse de la croix.
Le fond du chœur est adossé au mur comblé fermant le narthex originel qui abrite désormais la sacristie qui, non plafonnée, permet d'admirer les magnifiques voûtes romanes.
La façade Nord, flanquée des deux tours crénelées, vestiges de l'enceinte fortifiée du XIIIe siècle, est greffée d'un portail couvert datant du XIIe siècle, appelé Porte des Morts, à fronton unique avec de part et d'autre  deux bas-reliefs représentant à gauche le Soleil, à droite la Lune.

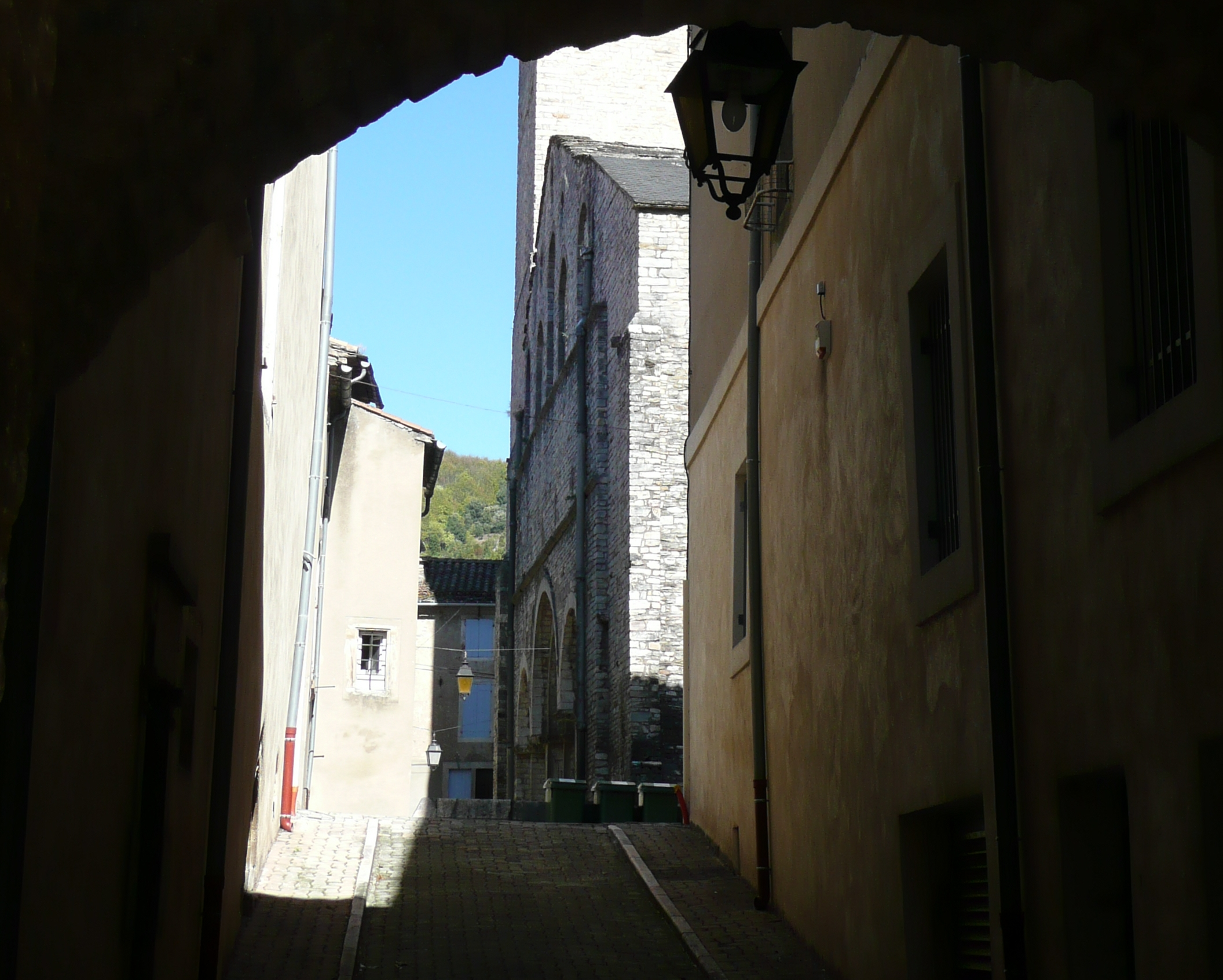
Triple portail ouest primitif vu du passage de la Pourtanelle.
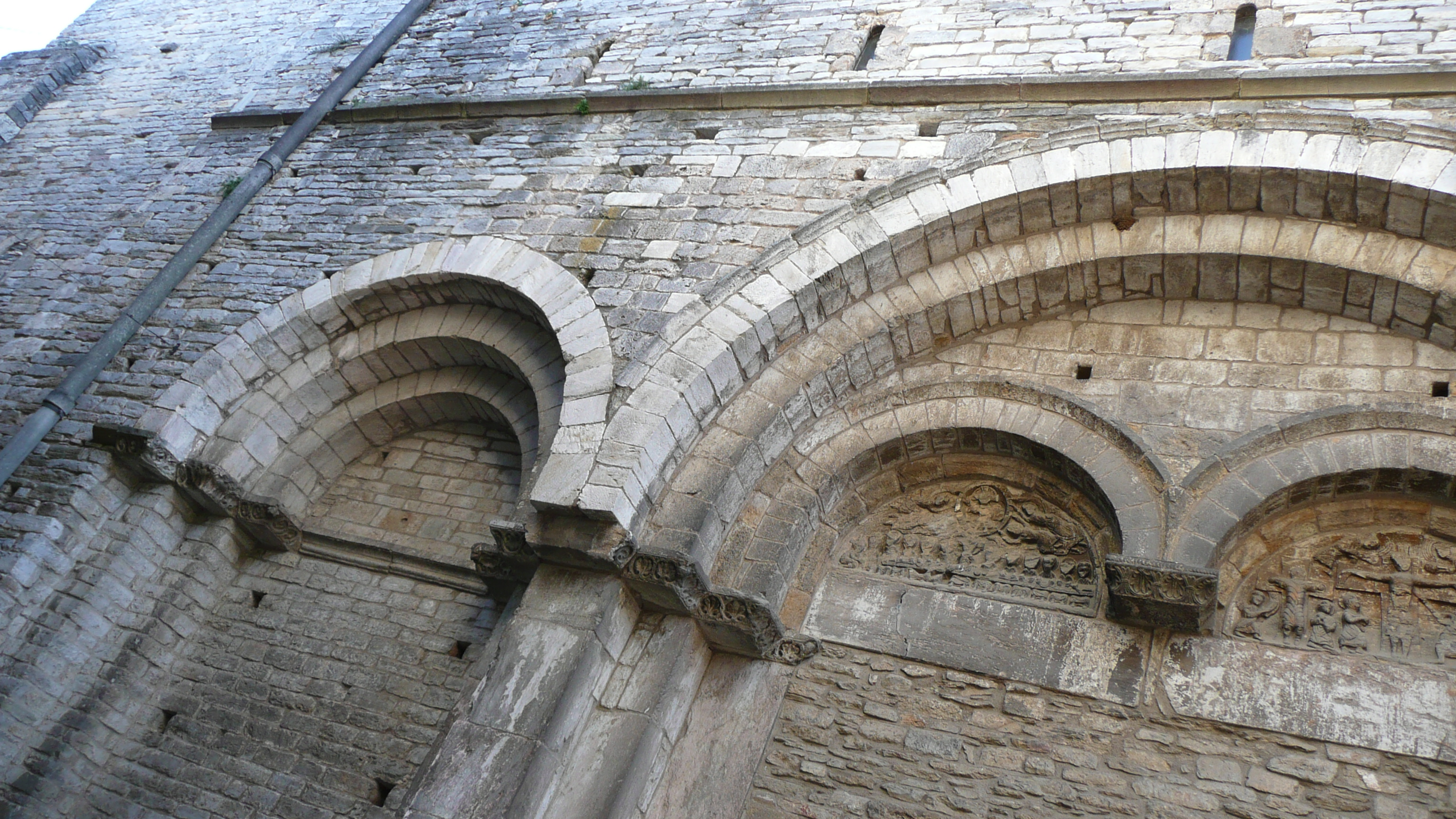
Triple portail ouest originel, moitié gauche.
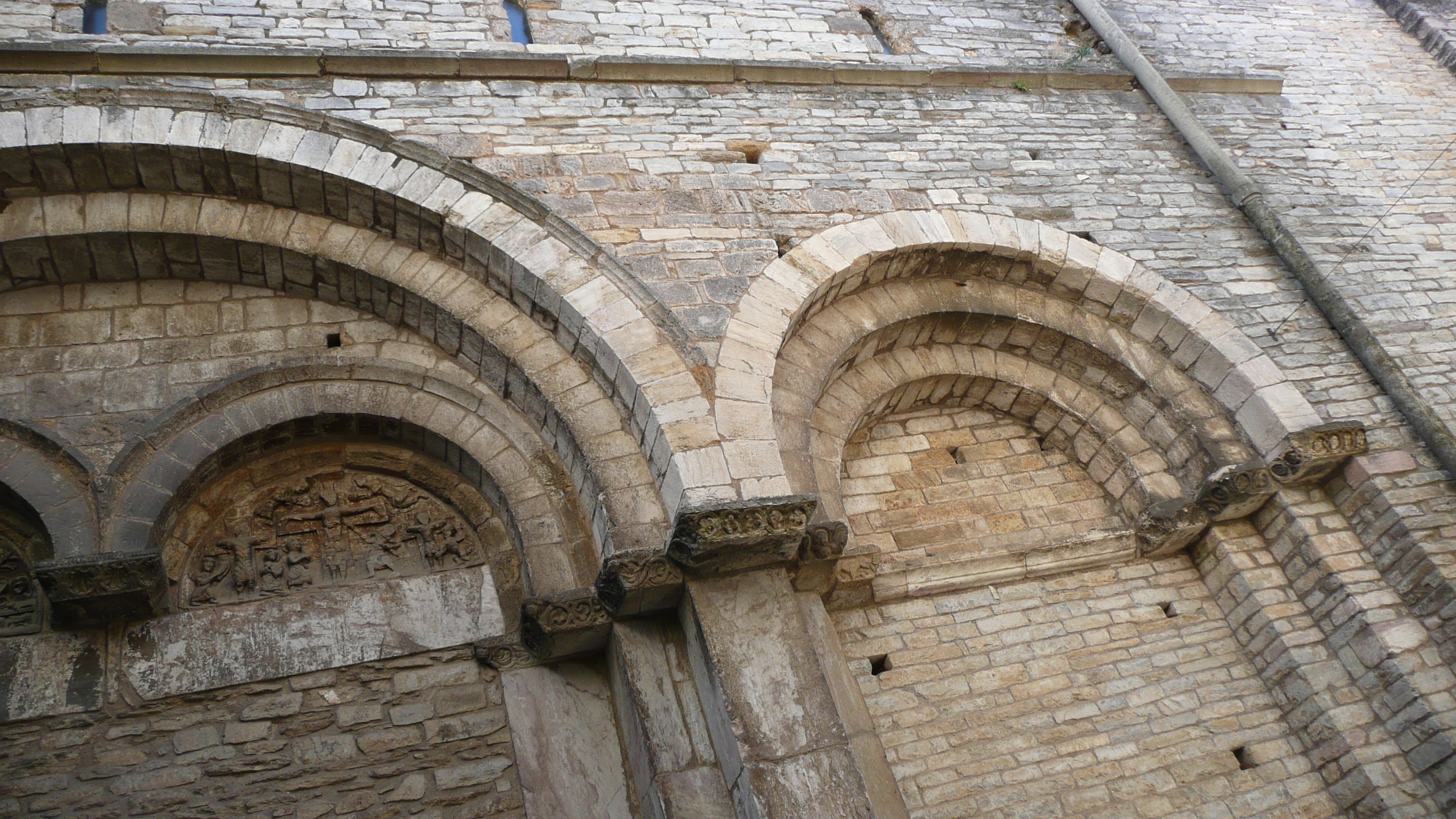
Triple portail ouest originel, moitié droite.
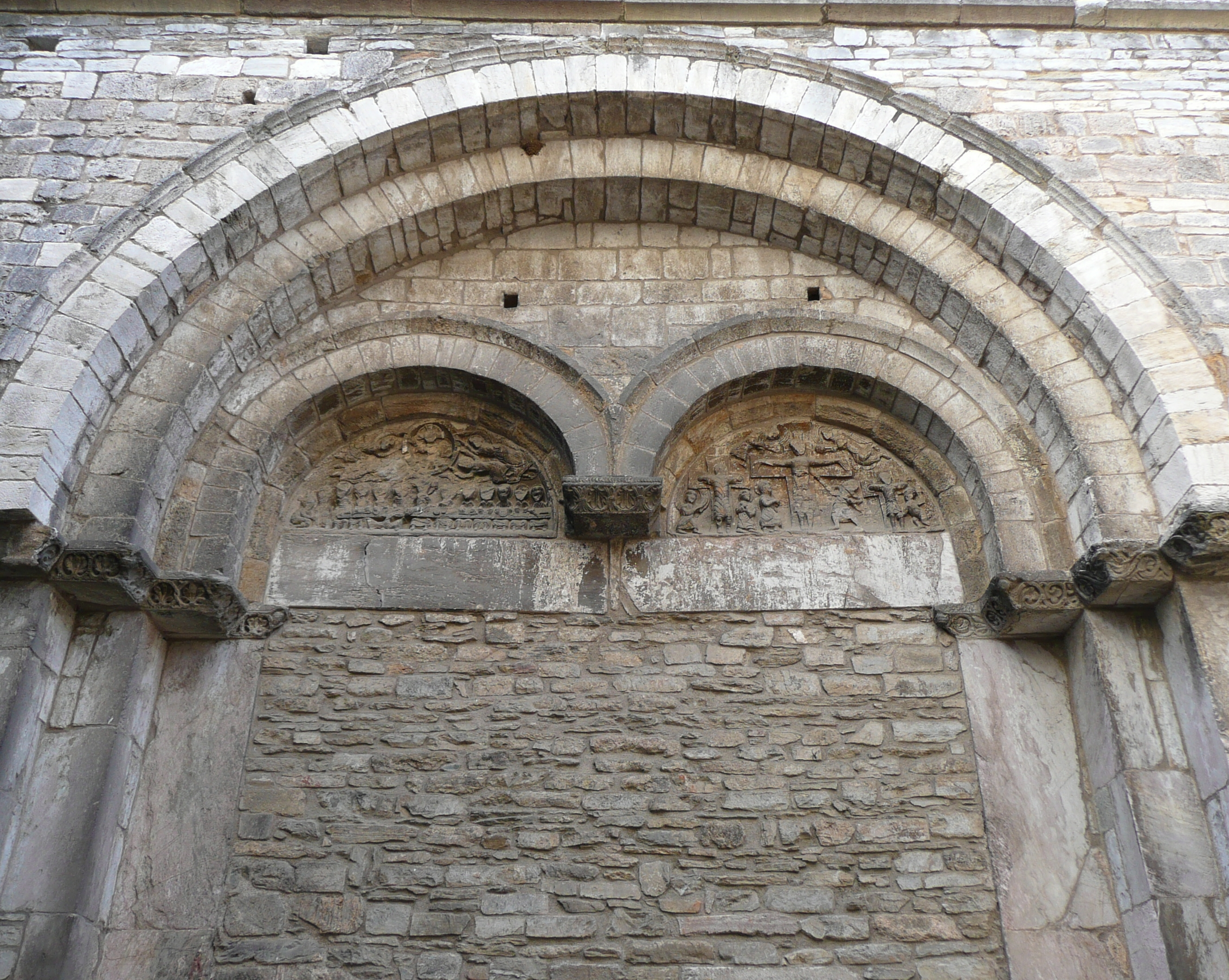
Double tympan du fronton central.
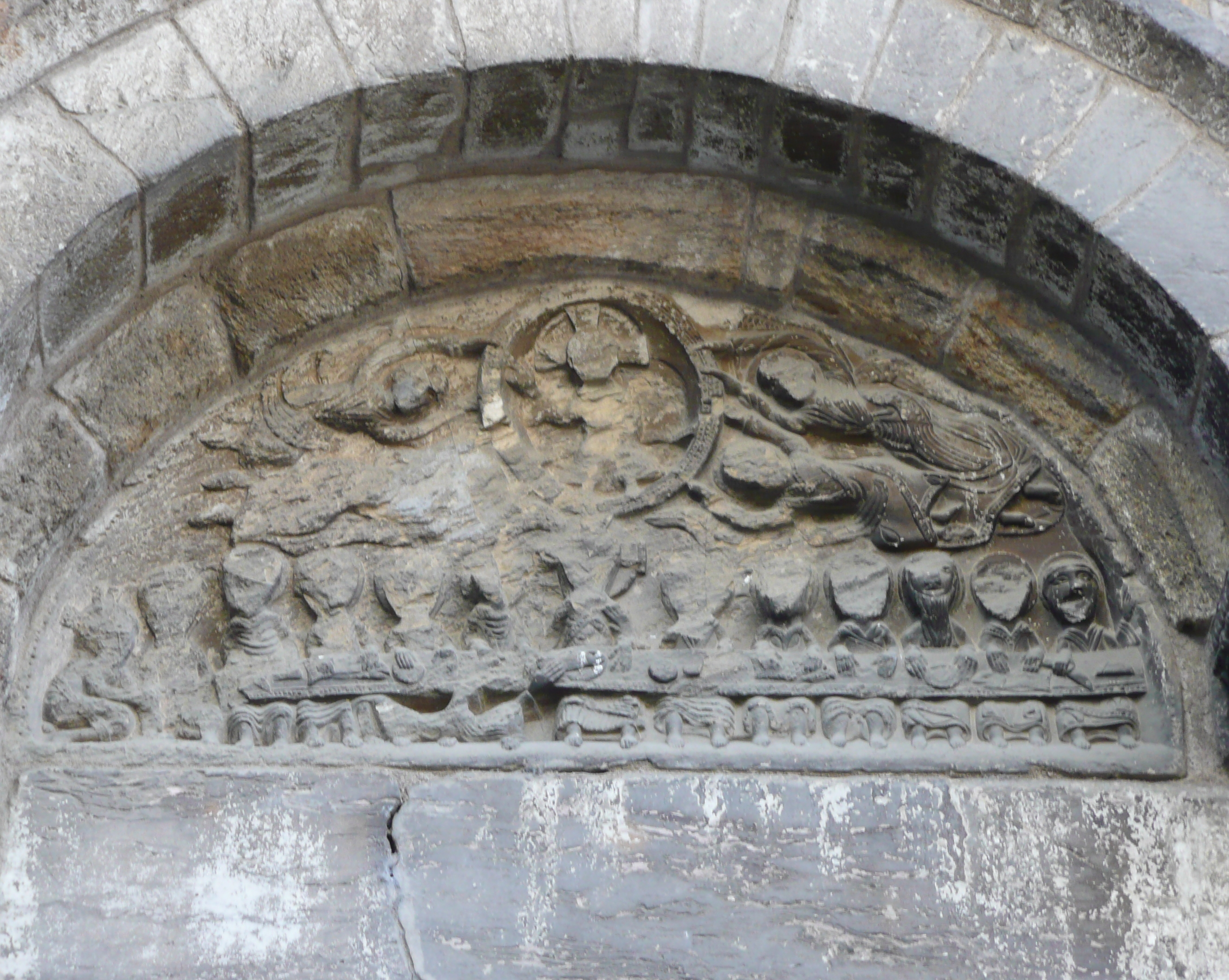
Tympan gauche:la Cène et au-dessus l'Ascension.
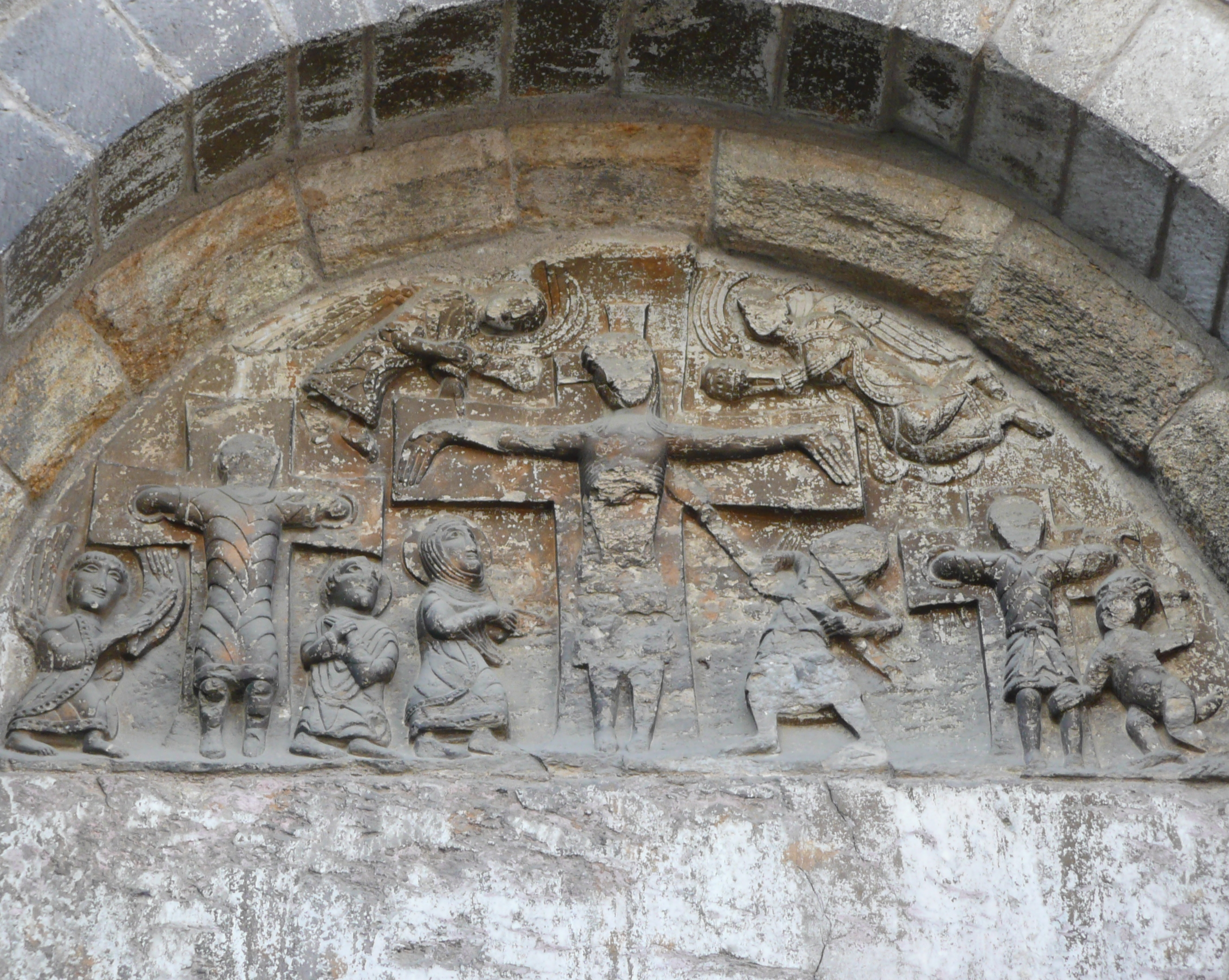
Tympan droit:la Crucifixion.

## Intérieur
L’intérieur, de dimensions importantes, a donc été plusieurs fois modifié. Les stalles en bois sont du XVIIe siècle. Le chœur, fermé par une grille élégante, est orné de nombreuses et fastueuses décorations en marbre de Caunes-en-Minervois (rouge et veiné de rouge) et d’Italie (Carrare), notamment les angelots et le Christ en médaillon au-dessus de l’autel.

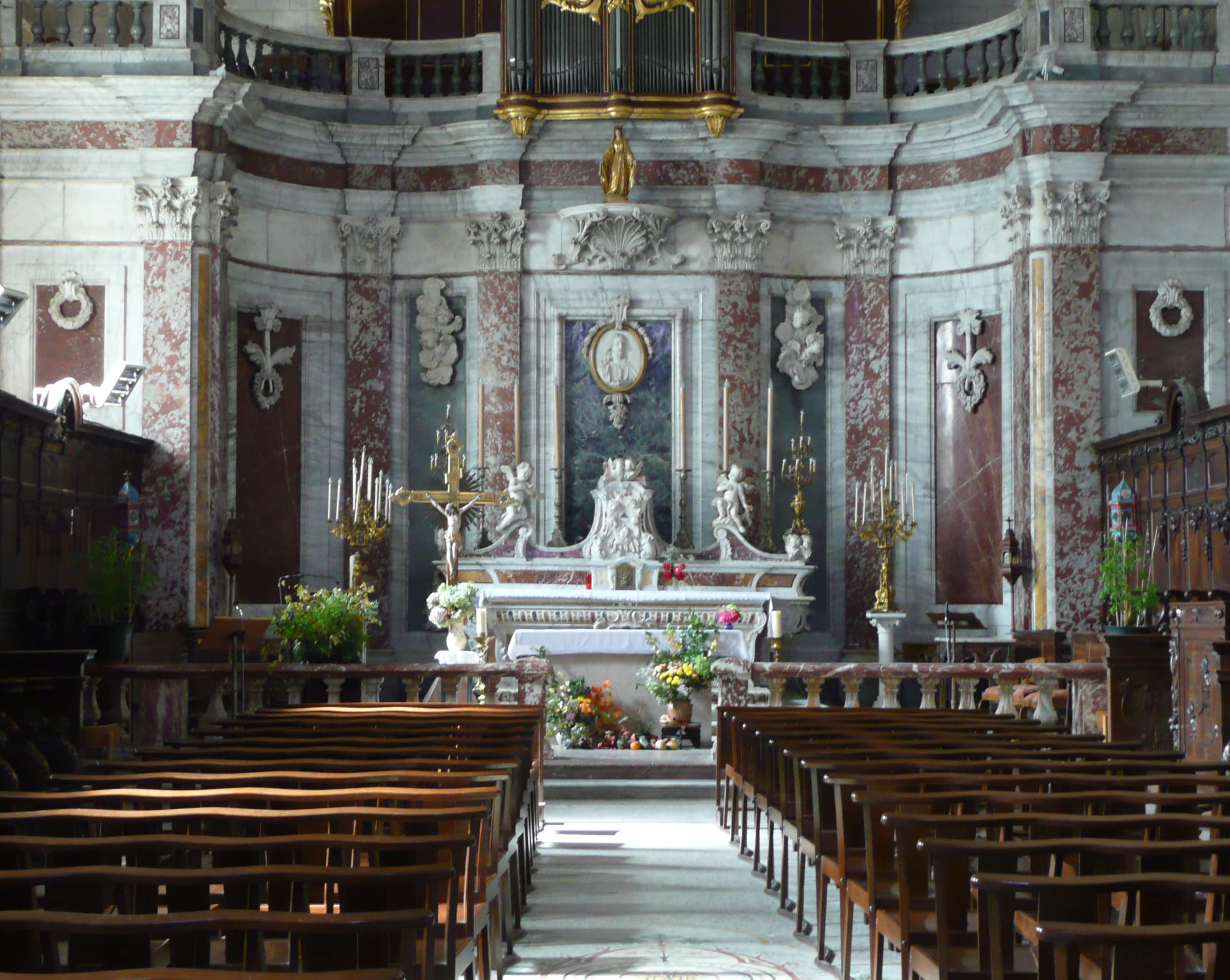
Le chœur et son décor en marbres de Caunes-en-Minervois(rouge) et d'Italie.
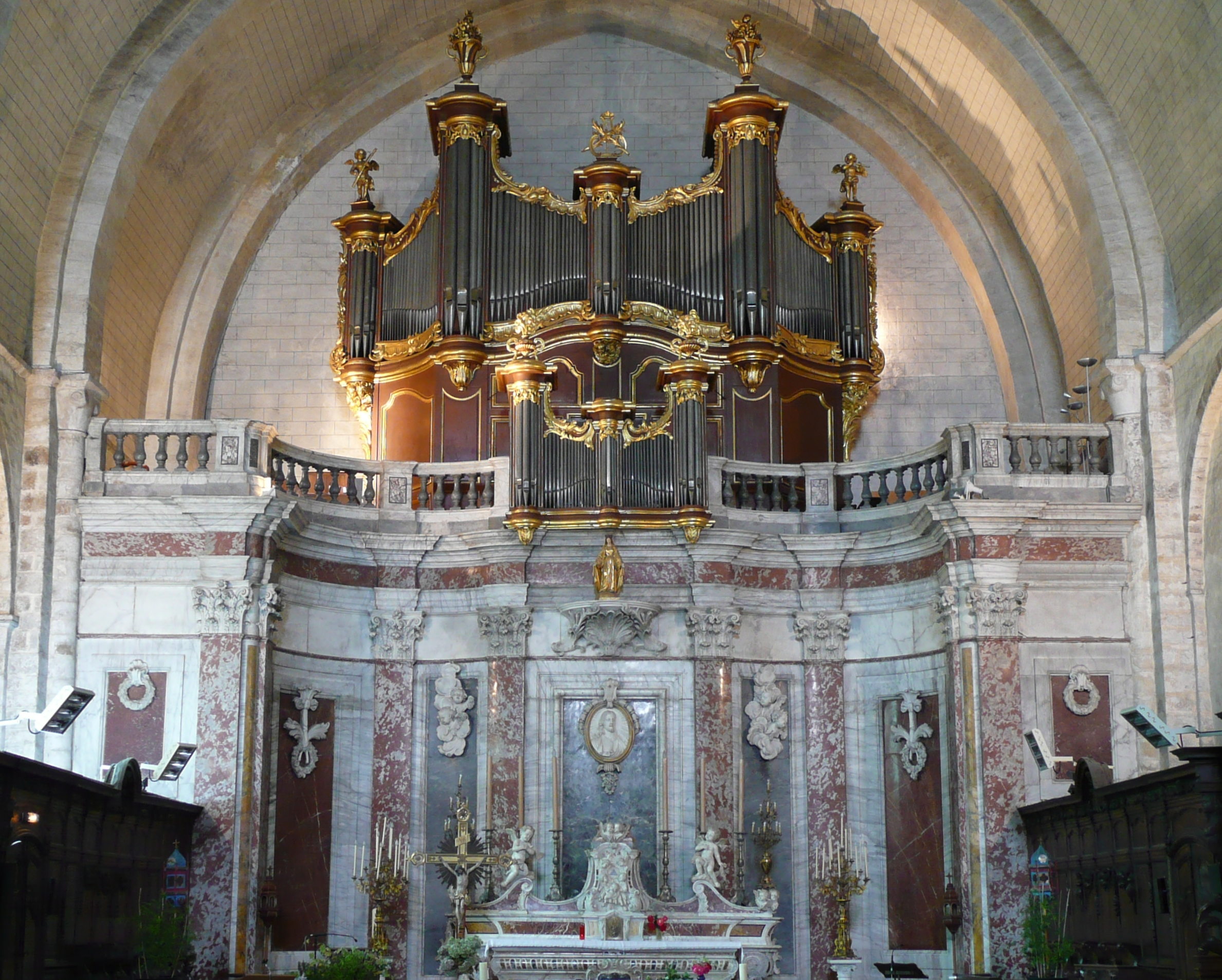
Tribune plaquée de marbres polychromes, supportant l'orgue des sieurs Micot.
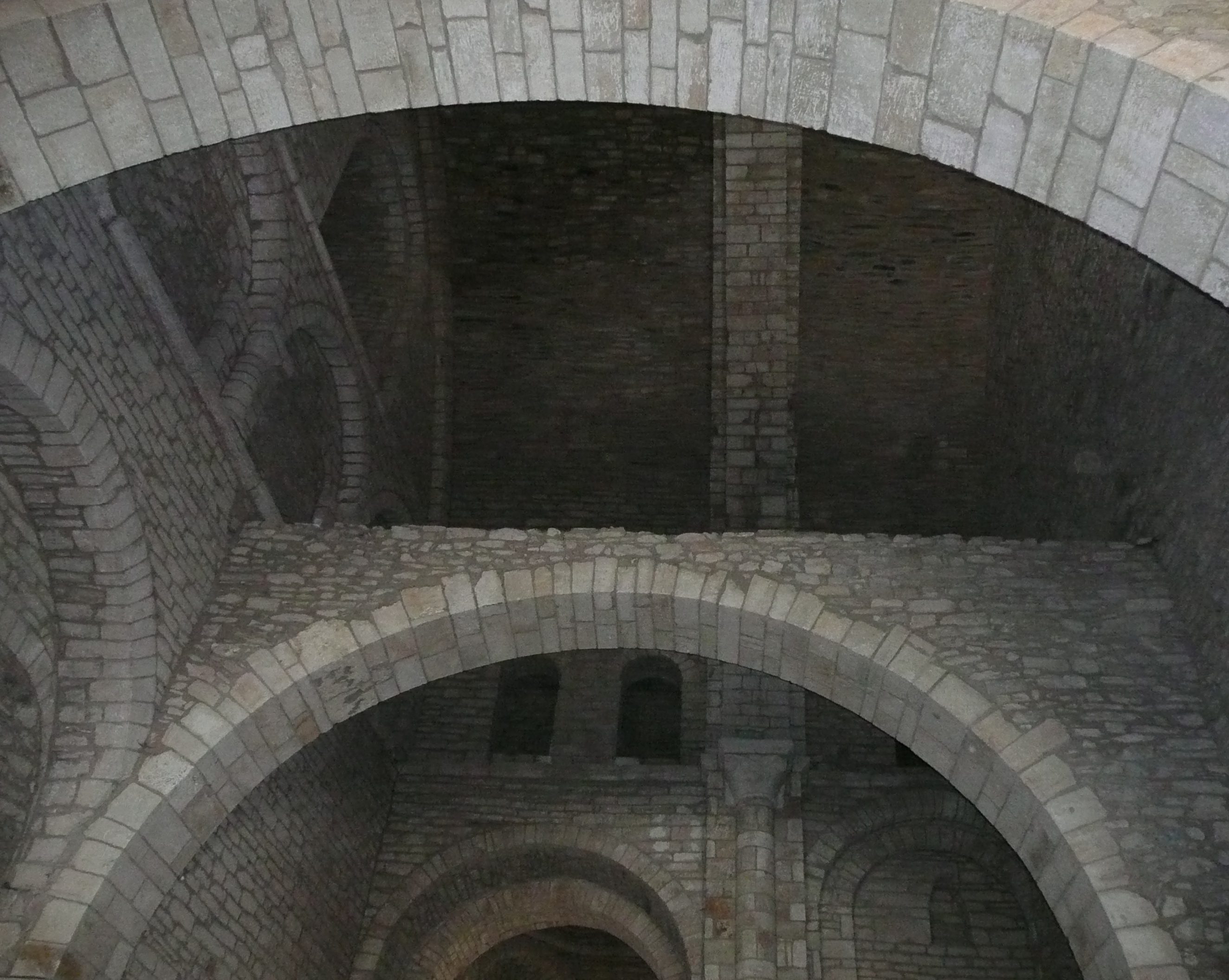
Voûtes romanes du narthex abritant la sacristie.
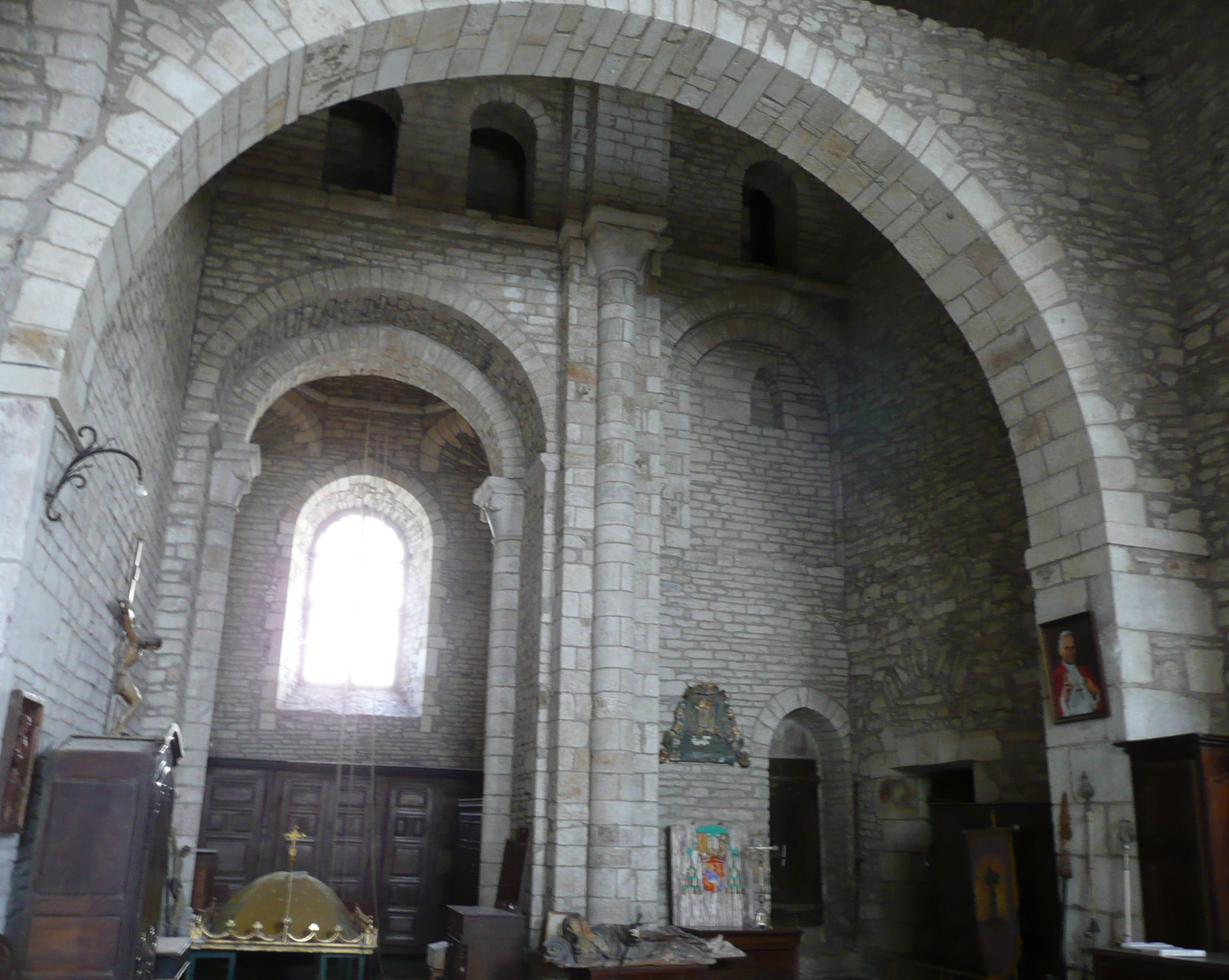
Sacristie dans l'ancien narthex roman.
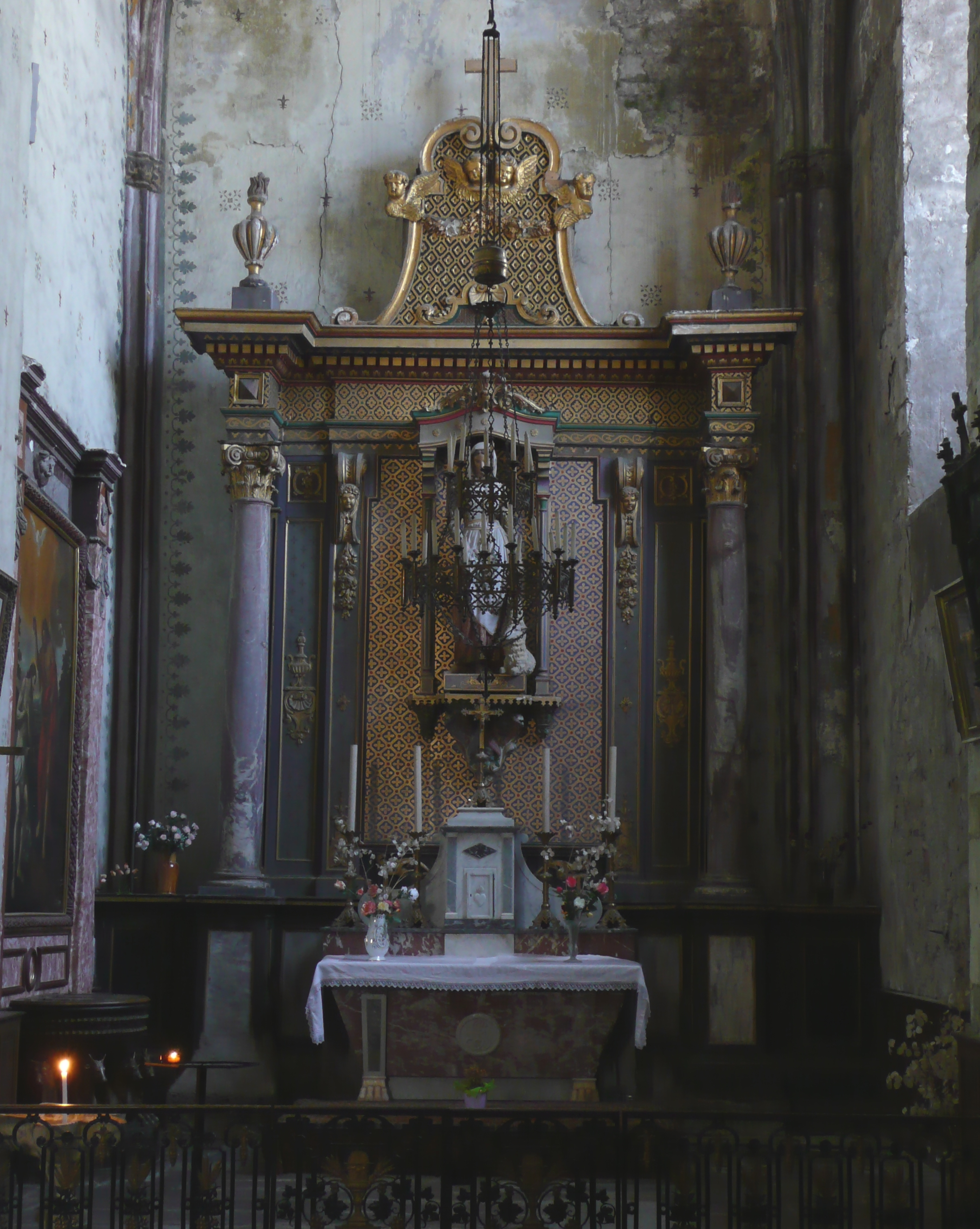
Une chapelle latérale gothique.
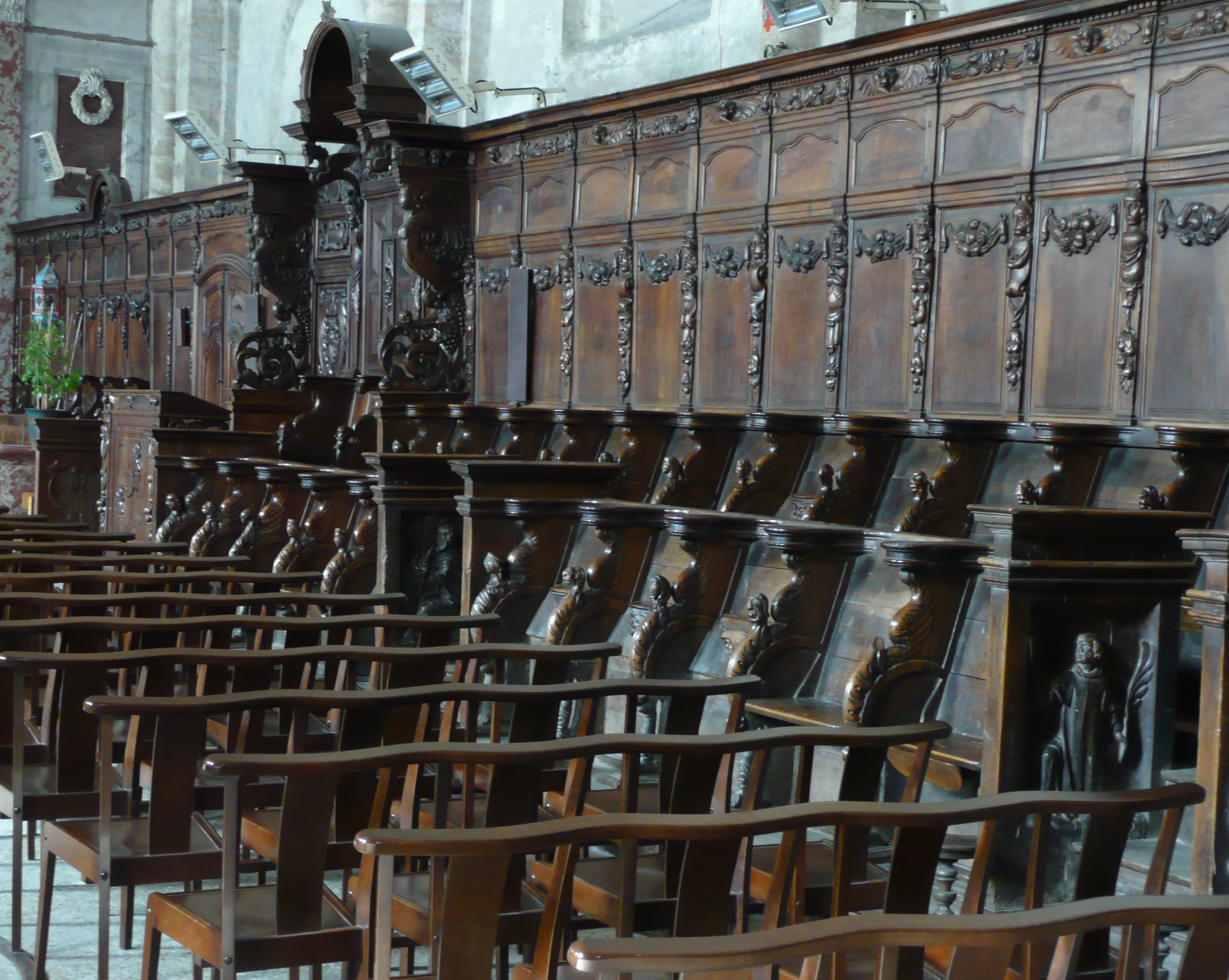
Stalles du chapitre cathédral et trône de l'évêque en bois du XVIIe siècle.
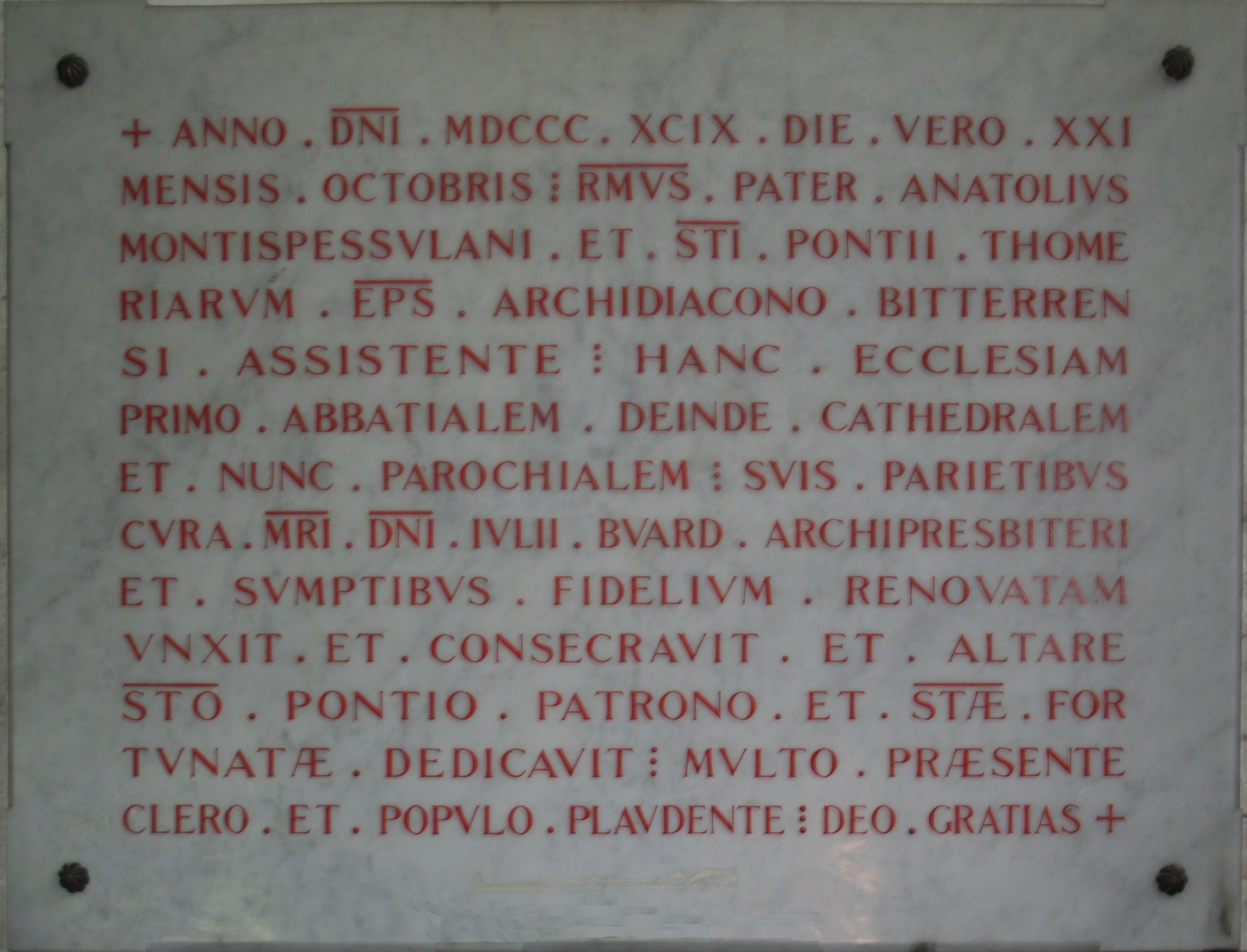
Plaque rappelant la consécration en 1899 de l'église paroissiale par l'évêque de Montpellier.

## Mobilier
- Le retable de la chapelle latérale Sainte-Thérèse datant du début du XIXe siècle est inscrit au titre d'objet depuis le [12]. Il comprend un autel en marbre, un retable en menuiserie, un tableau et une statue de Saint-Martin.
- Le portrait de l'archiprêtre Honoré de Bene (1760-1840) du XIXe siècle est inscrit au titre d'objet depuis le 12 avril 2002 [13].
- Le tableau « Ecce Homo » du XVIIe siècle représentant le Christ devant Pilate est inscrit au titre d'objet depuis le 12 avril 2002 [14].
- Le tableau l'« Apothéose de sainte Thérèse d'Avila » du XIXe siècle est inscrit au titre d'objet depuis le 12 avril 2002 [15].
- Un bas-relief portant les Armoiries de Mgr Tuboeuf (évêque de Saint-Pons de 1653 à 1664) du XVIIe siècle est inscrit au titre d'objet depuis le 12 avril 2002 [16].
- Une statue de la « Vierge à l'Enfant » en bois sculpté et doré du XVIIIe siècle est inscrite au titre d'objet depuis le 12 avril 2002 [17].
- Un tabernacle en bois sculpté et doré du XVIIe siècle est inscrit au titre d'objet depuis le 30 septembre 1988 [18]. Il était à l'origine dans l'église de Ferrals-les-Montagnes.
- Un tabernacle en forme d'urne en bois sculpté et doré du XIXe siècle est inscrit au titre d'objet depuis le 12 avril 2002 [19]

## L’orgue Jean-Baptiste Micot

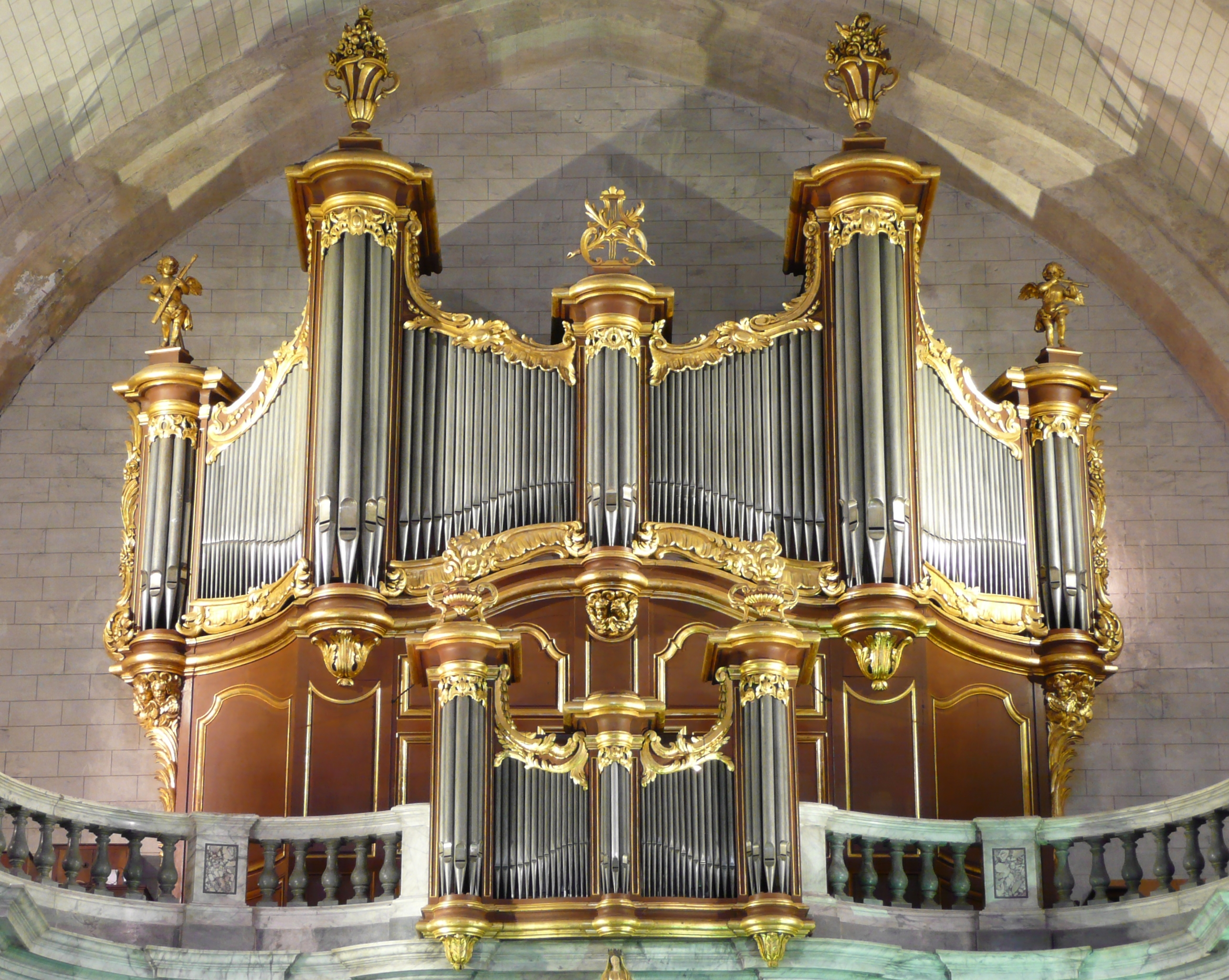
Le buffet d'orgue (1772).

Construit en 1772 par les facteurs d’orgues Jean-Baptiste Micot père et fils, comme le prouve la signature apposée dans les layes du Grand-orgue et du Positif, il est un des deux instruments de ces organiers parvenus jusqu’à nous proches de leur état originel avec l’orgue Micot de l’ancienne cathédrale Saint-Sauveur-et-Saint-Pierre de Vabres-l'Abbaye. Il est aussi un des trois orgues de l'Ancien Régime authentiquement historiques de l'Hérault avec celui de Jean-Pierre Cavaillé à l'abbaye de Gellone de Saint-Guilhem-le-Désert et celui de Louis Peyssy à l'église Notre-Dame-de-la-Barthe à Saint-Chinian, à quelques kilomètres de là.

## Les musiciens de la cathédrale
À la veille de la Révolution, la cathédrale emploie douze musiciens pour les offices quotidiens, dont deux chantres, un basson, un serpent et quatre enfants de chœur. L'orgue Micot est alors touché par le maître de musique, Pierre-Jacques Caussé, fils du maître de musique précédent, Jean-Jacques Caussé. En 1990 l'organiste Jean-Paul Lécot enregistre sur cet orgue des œuvres de Marc-Antoine Charpentier transcrites pour l'instrument (CD Forlane UCD 16611).      

## Les cloches
La cathédrale est dotée de cinq cloches. Quatre d'entre elles sont installées dans la chambre des cloches au sommet de la tour-clocher :
- le bourdon a été fondu en 1827 par Louis Decharme (diamètre 114 cm, note Mi3) ;
- la deuxième cloche a été fondue en 1873 par Lévêque-Amans (diamètre 94 cm, note Sol3) ;
- la troisième cloche a été fondue en 1660 par C. de Besse (diamètre 85 cm, note La#3), classée monument historique en 1942 ;
- la quatrième cloche a été fondue en 1941 par Joseph Granier (diamètre 71 cm, note Ré4).

Ces quatre cloches ont la particularité de ne pas être électrifiées et sont toujours sonnées manuellement avec des cordes, ce qui est très rare pour une cathédrale.
Une 5e cloche (un « braillard »), située sur le toit du côté de la façade et servant uniquement de tintement pour l'horloge et les angélus, sonne en Fa3 ; elle est classée monument historique depuis 1959.

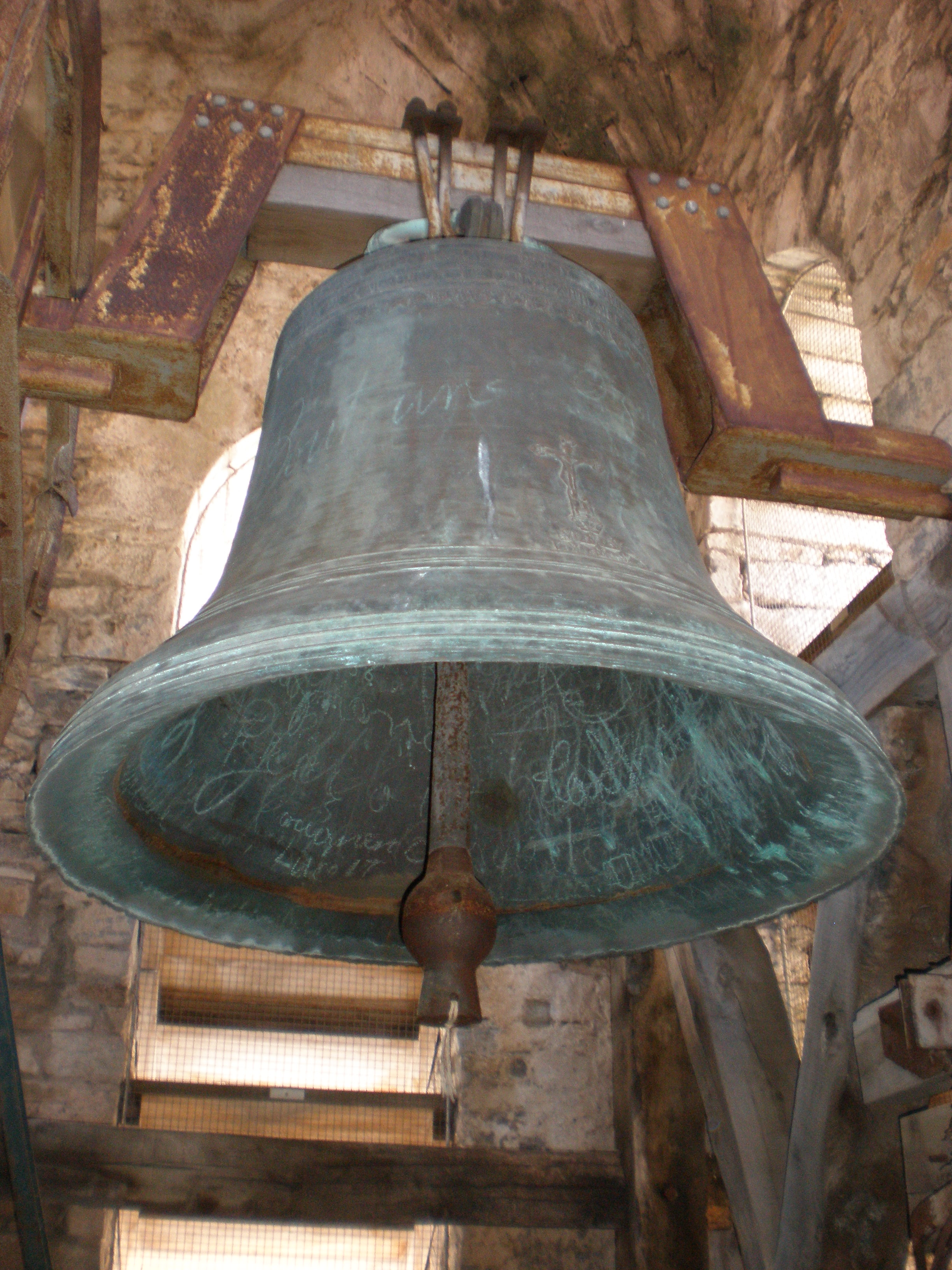
Le bourdon (diamètre 114 cm, note Mi3).
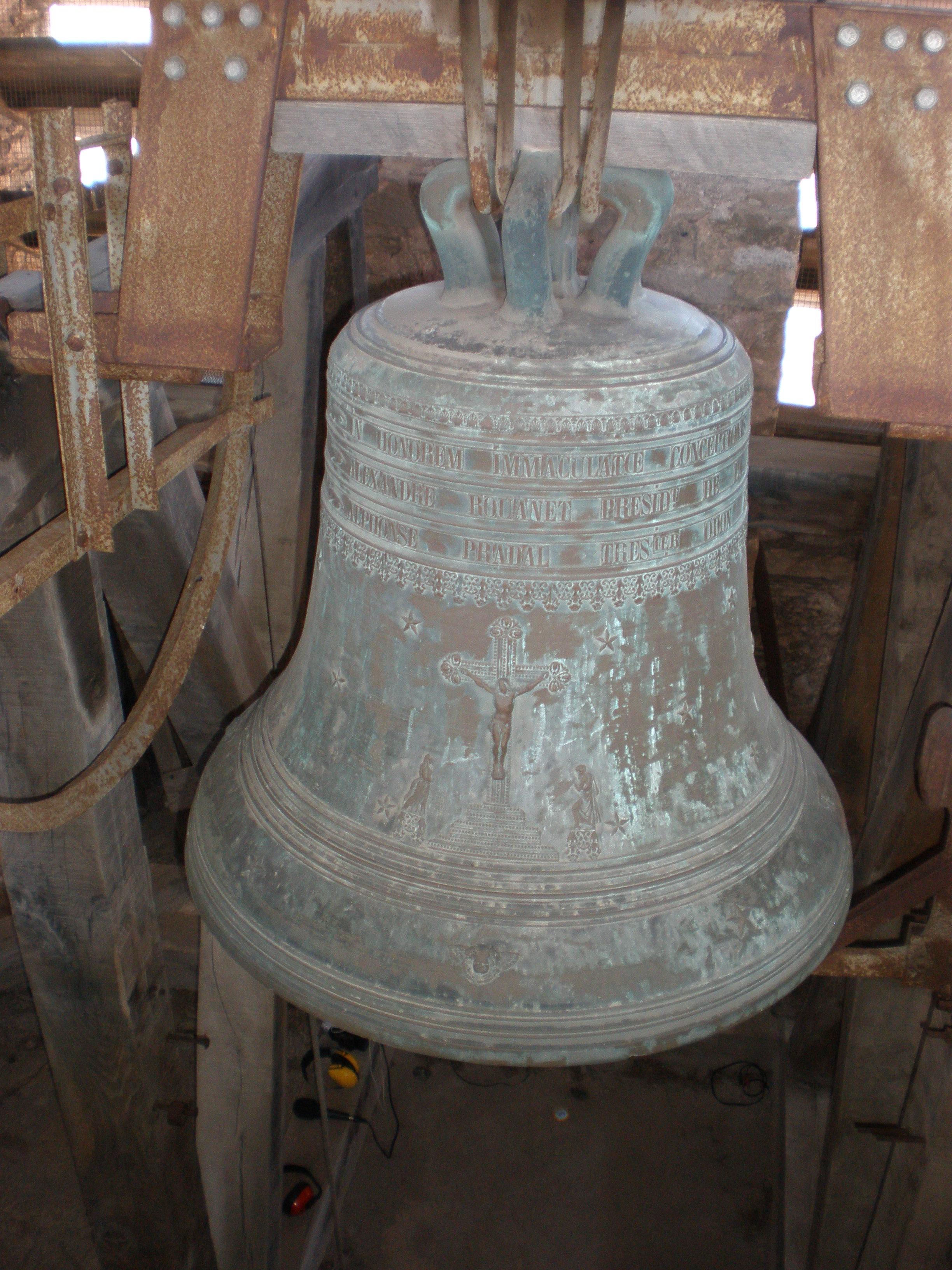
Cloche no 2 (diamètre 94 cm, note Sol3).
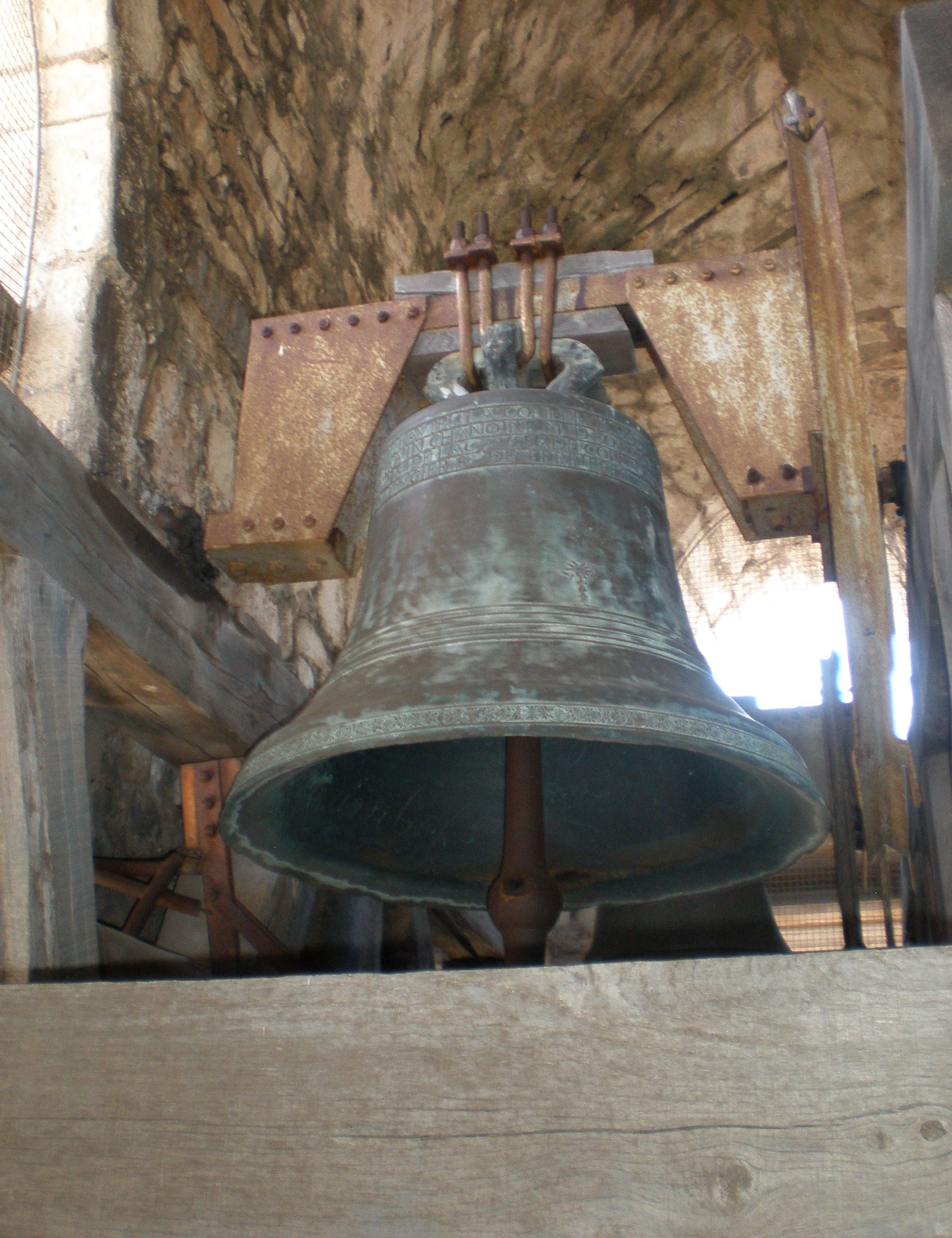
Cloche no 3 (diamètre 85 cm, note La#3).
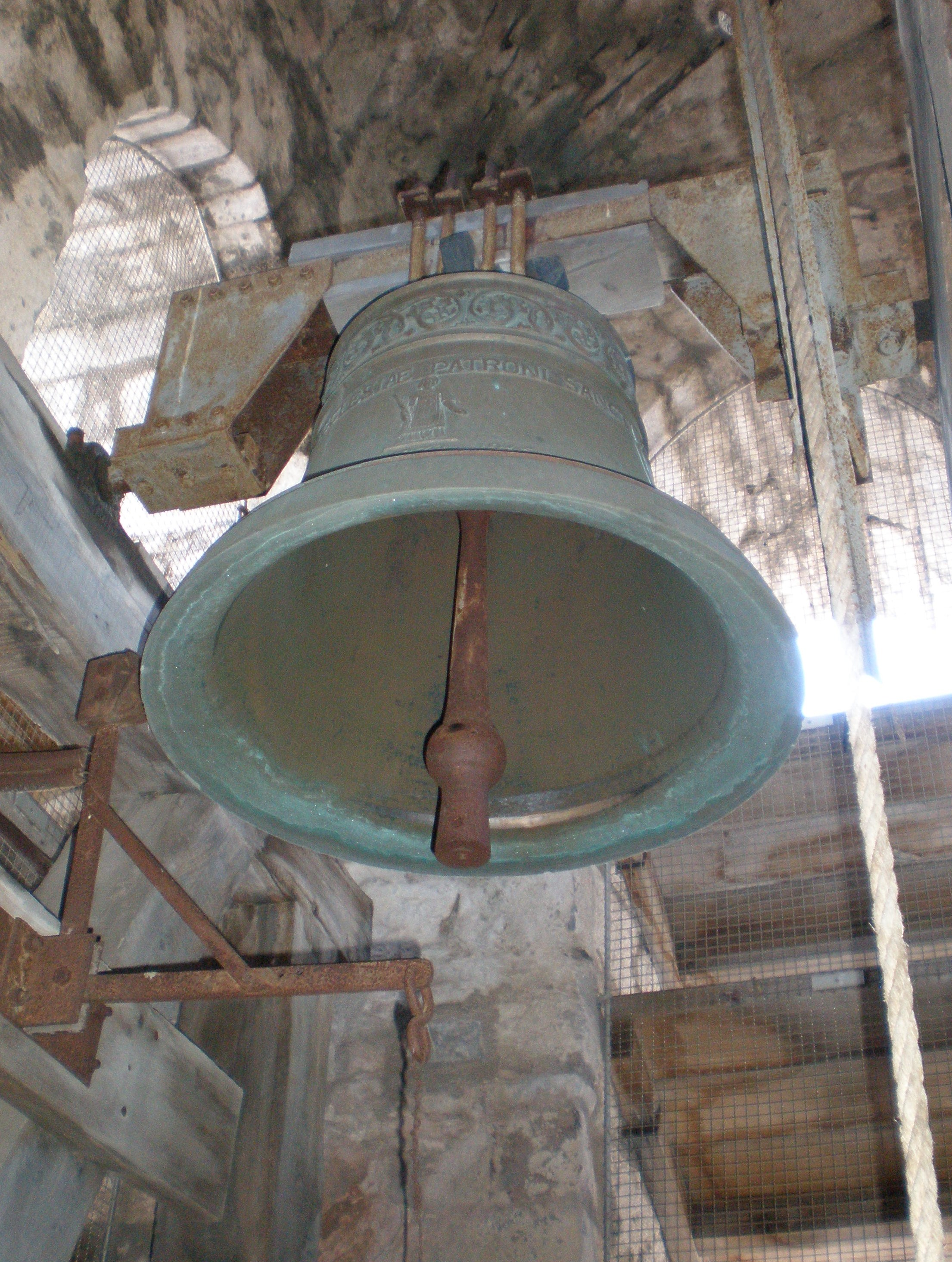
Cloche no 4 (diamètre 71 cm, note Ré4).

### Sépultures
- Raymond Pons de Toulouse en 951.

### Bâtiments conventuels
- Cuisines : vers 1820, elles furent transformées en prison, ainsi que les caves[23].

## Abbés de Saint-Pons
1. 937-940 : Oger Otgarius, moine venant de l'abbaye d'Aurillac. En août 940, il accepta la cession et donation d'Aimeric, archevêque de Narbonne, de Pierre archidiacre, et des autres chanoines de son église, de plusieurs églises qui dépendaient de leur menses, dont l'église Saint-Martin de Jaur. Il est mort le 2 octobre 940.
2. 940-942/944 : Odon de Cluny, également abbé de Cluny.
3. vers 949-959 : Aimeri, abbé vers 949, il vivait encore en 959. Son anniversaire est marqué le 12 juin.
4. 969 : Gauffred est abbé en 969[24].
5. 972- ? : Arnoul, était abbé en janvier 972. On ignore la date de sa mort, mais son anniversaire est marqué le 24 mars.
6. 998-1024 : Hugues, abbé au mois de février, il vivait encore au mois de juin 1024, son anniversaire est au 9 mai.
7. 1025-1043 : Jurand, abbé au mois d'octobre, il vécut jusqu'au 17 janvier 1043 auquel est marqué le jour de sa mort et de son anniversaire.
8. 1043- ? : Garnier, il succéda le même mois, à son prédécesseur.Il était encore abbé en janvier 1059, son anniversaire est marqué au 14 mars.
9. 1062- ? : Adhémar, était abbé en 1062.
10. 1065-1099 : Frotard ou Flotard, un des plus célèbres abbé de son siècle tant par sa science et sa sainteté. Son administration dura près de quarante ans.
11. 1100-1119/1120 : Pierre I.
12. 1129- ? : Pierre II, il était encore abbé en 1145, son anniversaire est marqué au 13 août.
13. 1146-1159 ? : Béranger de Sirgan, on le trouve dans un acte de novembre 1146 sous le pontificat d'Eugène, il vivait encore en novembre 1159. Son anniversaire est marqué au 20 du même mois.
14. 1161-1180 ? : Raymond de Dourgne, il se trouva au concile de Toulouse en 1151, puis à celui d'Albi en 1165 ou selon quelques-uns en 1176, il vivait encore en octobre 1180. Son anniversaire est marqué au 15 février.
15. 1193- ? : Hermengaud.
16. 1197-1220 : Robert de la Serre, fut élu en 1197, il assiste au concile de Montpellier en 1214, il mourut en 1220 au monastère de Grammon. Son anniversaire est marqué au 25 février.
17. 1220- vers 1230 : Guillaume de l'Isle, élu aussitôt la disparition de Robert. Son anniversaire est marqué au 14 décembre
18. 1231-1235 : Pierre III, son anniversaire est marqué le 19 mai
19. 1240-1252 : Pons de Pézénas, élu le 7 janvier. Il assista au Concile de Béziers de 1243. C'est lui qui reçut le 5 janvier 1251 Raimond de Figuières nouvel abbé de l'abbaye Saint-Aignan de Saint-Chinian venu lui rendre hommage et obéissance à genoux après la mort de son prédécesseur Arnand de Cruzy. En 1252 il passa trois actes pour l'église de la Caune, et autres dépendances de son monastère et mourut le 24 septembre de la même année.
20. 1252-1259 : Guillaume de Paulin, il reçut de l'abbé de l'abbaye de Lagrasse, le 5 août 1253, confirmation maintenant l'abbé de Saint-Pons de bénir les moines de Saint-Chinian. Il reçut le 12 février 1254 une Bulle d'Innocent IV par laquelle il est enjoint à l'abbé de Saint-Chinian de rendre obéissance à l'abbé de Saint-Pons de Thomières. Il assiste l'année suivante (1255) au concile provincial tenu à Béziers par Guillaume de la Broë, archevêque de Narbonne. Il vivait encore en décembre 1258 et son anniversaire est marqué le 23 de septembre.
21. 1259-1277 : Pons II, était abbé en 1259, il obtint du pape Clément IV une bulle en date du 7 février 1267 qui confirmait toutes les donations faites au monastère de Saint-Pons, et ses privilèges conformément aux bulles ces papes Luce III et Innocent IV. Cet abbé mourut le 28 novembre 1277, auquel est marqué son anniversaire.
22. 1277-1285 : Geoffroy, fut élu à la mort de Pons II, il mourut le 20 juillet 1285 date à laquelle son anniversaire est marqué.
23. 1287-1304 : Raimond de Castres, succéda la même année à Geoffry. En octobre 1288, il passe une transaction avec les habitants de la ville de Saint-Pons. Il inféoda la seigneurie haute et dominante de Valras, et en 1298 il fit faire la reconnaissance du mas de l'Anglade. En date du 23 juin 1299, il obtient une bulle du pape Boniface VIII qui le maintint dans sa juridiction contre les prétentions de l'Official de Narbonne. Le 23 août 1300, « L'an 1300 et le 23 aoust, Raimond fit publier au son de trompe que tous les habitants de la ville de Saint-Pons, âgés de plus de 14 ans eussent, à venir dans le temps qu'il leur prescrirait, prester serment de fidélité entre ses mains sous peine de voir leurs biens confisqués à son profit »[25]. Trois ou quatre chefs de famille séditieux virent leurs biens confisqués le 25 août 1301. Il vivait encore en 1303. Son anniversaire est marqué au 18 septembre[25].
24. 1310-1324 : Pierre IV Roger, il succéda à Raimond de Castres avant 1311 puis qu'il obtint du pape Clément V en date du 25 février, séant à Avignon lui permettant d'emprunter une somme de 5 000 livres pour les nécessités de son monastère. Cette même année, cession, rémission, et donation fut faite à l'abbé Pierre et au monastère de Saint-Pons de tous les droits et fiefs qu'Arnaud de Roquecefières et Guillaume Jordan de Cornouailles avaient sur le château de La Salvetat et son terroir. L'abbé Pierre IV Roger devient le premier évêque du nouveau diocèse de 1318 à 1324. Par une sentence arbitrale, Pierre Roger s'octroie tous les revenus et laisse aux moines du chapitre une somme de 1 800 livres que ceux-ci contestent. Il est mort en 1324. Un de ses neveux, Clément VI, et un petit-neveu, Grégoire IX, deviennent papes à Avignon.

## Religieux et personnalités célèbres
- Ramire, le futur Ramire II d'Aragon, y fut moine en 1093 avant d'être rappelé en Aragon en 1117, puis d'être choisi comme roi d'Aragon en 1134. Il se maria et eut une fille, après avoir réglé le mariage de celle-ci avec le comte de Barcelone il revint au monastère où il mourut.

## Terriers, propriétés et revenus
Églises
- Église Saint-Rémi-de-Lautrec, donnée en 1110, par Adelgaire II de Penne (ou Adelgarius) évêque d'Albi[26],[27]. Devenu depuis prieuré, puis collégiale.
- Église Saint-Étienne de Minerve reçue par Raymond d’Apremont de Roquecorne faisant 140 livres tournois soit (2 500 francs-or) cette annexion fut annulée car insuffisante et il reçut également un prieuré  de 150 livres tournois (4 500 francs-or)[28]

### Iconographie
- Vues de Saint-Pons-de-Thomières, Édition Touring-Club de France, 1900-1968[Quand ?] [recueil de seize photographies].